# Grenoble métropole hockey 38
Le Grenoble métropole hockey 38, couramment appelé Brûleurs de loups de Grenoble (abrégé en BDL), est un club français de hockey sur glace domicilié à Grenoble et fondé en 1963, évoluant en Ligue Magnus, le plus haut niveau français.
Les Brûleurs de Loups sont neuf fois champions de France (1981, 1982, 1991, 1998, 2007, 2009, 2019, 2022 et 2025) et ont été neuf fois vice-champions (1967, 1968, 1977, 1983, 1990, 2004, 2012, 2018 et 2023).
Ils ont aussi remporté à six reprises la Coupe de France, à quatre reprises la Coupe de la Ligue, à quatre reprises le Match des champions et ont été vice-champion de la Coupe continentale (2025).
Le Grenoble métropole hockey 38 SASP est la structure chargée de la gestion de l'équipe élite des Brûleurs de Loups.

## Historique

### 1963-1968: naissance olympique

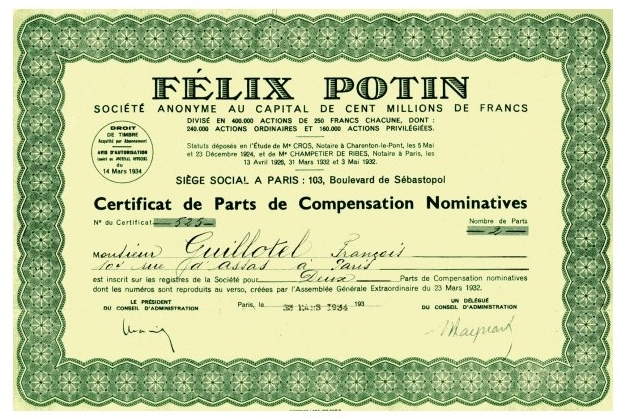
La patinoire municipale Clemenceau est financée par Philippe Potin, l'héritier de l'enseigne Félix Potin ex-patron de l'AC Boulogne-Billancourt.

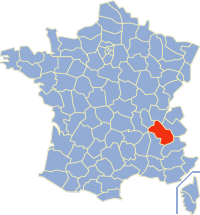
Département de l'Isère où se situe la ville de Grenoble

L'histoire du club débute le 23 septembre 1963 avec l'inauguration de la première patinoire de Grenoble, la patinoire municipale Clemenceau située boulevard Clemenceau, seule patinoire couverte dans une grande ville française à l'époque, si l'on excepte la « fédérale » de Boulogne-Billancourt.
Le Grenoble Hockey Club est présidé au départ par Charles Mazzini et entraîné par le Canadien Pete Laliberté. Celui-ci est placé à Grenoble par Philippe Potin, mécène du grand club français de l'époque, l'ACBB, qui, souhaitant se désengager du hockey, « recase » ses joueurs étrangers.
Comme le club ne dispose pas encore d'équipe senior, en attendant que sa politique de formation porte ses fruits, Laliberté fait appel à des joueurs de Villard-de-Lans et de Chamonix pour disputer les premiers matchs. Ainsi le 25 octobre 1963, a lieu le tout premier match de l'équipe baptisée Grenoble Alpes qui affronte les Suisses de Bâle. Ce premier match inaugure la longue tradition de matchs internationaux qui auront lieu par la suite à Clemenceau.
La première année est un succès tant sportif que populaire, bien aidé pour cela par Albert Fontaine, reporter pour Le Dauphiné libéré, qui suit le hockey sur glace pour son journal.
Pour sa deuxième saison, en 1963-1964, le Grenoble Hockey Club s'engage en championnat de France, deuxième série (2e échelon de l'époque).
Le 28 janvier 1964, Grenoble est désigné par le Comité international olympique pour organiser les Jeux olympiques d'hiver de 1968, et la nouvelle patinoire Clemenceau devient patinoire olympique.
Le 14 novembre 1964, c'est la première apparition à Grenoble de l'équipe de France, le 5 décembre, c'est le premier match d'une longue série Grenoble-Milan, et le 3 janvier 1965, c'est le tout premier match de championnat de France pour le GHC, qui affronte Briançon (match gagné par forfait, car Briançon a refusé de venir). Grenoble finit sa première saison à la 3e place de la 2e série et monte en élite. Autre changement, le Grenoble Hockey Club entre comme section hockey sur glace dans le Club des Sports de Glace de Grenoble.
En 1965-1966, Grenoble débute donc en 1re série, affrontant le 19 décembre 1965 son premier derby contre Villard-de-Lans, et finit 3e du championnat.
Le 18 septembre 1966, en raison d'un manque de joueurs, les clubs de Grenoble et de Villard-de-Lans s'associent pour créer le Grenoble-Villard Hockey-club (GVHC) et une équipe surnommée les Ours Dauphinois.

#### 1966-1967: vice-champion de France
Le GVHC finit le championnat 1966-1967 à la deuxième place derrière l'éternel champion de France, Chamonix, et juste devant l'A.C.B.B. grâce au goal-average direct.
Le 25 mars 1967, les spectateurs de Clemenceau ont la chance de voir à l'œuvre le grand Maurice Richard, en tournée européenne avec les « Old Stars » de Montréal.

#### 1967-1968: vice-champion de France
Les résultats aidant, l'association continue la saison suivante avec le même résultat, la 2e place nationale. Mais 1968 est surtout l'année des Jeux olympiques de Grenoble, où l'équipe de France est entraînée par Pete Laliberté. Si le tournoi n'est pas une réussite sur le plan sportif pour la France (elle finit dernière), c'en est une sur le plan médiatique : tout un pays découvre le hockey sur glace à la télévision, et de nombreuses patinoires sont ouvertes les années suivantes.

### 1969-1982: conquête du titre
En 1968, le C.S. Villard-de-Lans repart de son côté, en mettant alors fin au Grenoble-Villard Hockey Club et avec les départs du gardien Jean-Claude Sozzi et des espoirs Louis Smaniotto et Jean Vassieux, Grenoble renonce à s'engager dans le championnat de France pour se consacrer aux matches internationaux, qui ont beaucoup de succès depuis la création du club. Il affronte ainsi l'équipe des États-Unis le 24 novembre 1968.

#### 1969: le début du surnom desBrûleurs de loups
En 1969, par opposition aux Ours du Vercors, surnom des joueurs de Villard-de-Lans, Albert Fontaine, qui suit le club  pour le Le Dauphiné libéré, surnomme les joueurs grenoblois les Brûleurs de loups. Ce surnom qui était donné aux habitants de la région du Dauphiné au XVIIIe siècle car à cette époque, des battues étaient organisées pour éradiquer les meutes de loups trop importantes à l'époque, qui sévissaient dans la région.
Les animaux étaient tenus à distance par des torches et souvent rabattus vers des fosses creusées pour les piéger auxquelles on mettait le feu pour s'assurer de leur mort,.
Grenoble revient au championnat de France pour la saison 1969-1970 et repart en 2e série. Le club peut compter sur les retours de Jean-Claude Laplassotte, Pierre Botari et Jean-Claude Sozzi, mais échoue en finale face au CPM Croix et doit rester en deuxième série. La même saison, il dispute également la Coupe Internationale des Pays-Bas mais termine dernier de la compétition.
Le 24 avril 1971, le GHC remporte le match retour de la finale de la 2e série contre le C.S.G. Molitor Paris. Il commence donc la saison 1971-1972 en élite et accuse le coup des départs de Jean-Claude Sozzi, Jean-Claude Laplassotte, Jimmy Biguet et Stéphane Dudas. Un deuxième coup dur est l'interdiction fédérale faite à Laliberté d'entraîner et de jouer pour Grenoble, en tant que sélectionneur de l'équipe de France. La saison est difficile et se conclut sur une avant-dernière place de la poule Alpes-Provence et un maintien.
Cela ne s'améliore pas lors de l'intersaison 1972 : on apprend un déficit financier du club. Pete Laliberté, accusé de délaisser en partie le club pour l'équipe de France, claque la porte et part entraîner Lyon. Le GHC retourne alors au sein du Club des sports de glace de Grenoble (CSGG). La saison 1972-1973 se conclut sur une 7e place, synonyme de descente en raison de la refonte de l'élite qui se sépare en divisions pour saison 1973-1974.
1973, c'est la fin de la Coupe internationale des Pays-Bas et des matches internationaux du vendredi soir, qui avaient lieu depuis 1963 et l'arrivée Adolf Sprincl, premier entraîneur tchèque en France, à la tête de Grenoble. Après avoir accueilli une partie des matchs du championnats du monde 1974 groupe C, Grenoble, 2e de série B, remporte les barrages face aux Français volants, aidés par le canadien Bernard Coté, et accède à la série A.
La saison 1975-1976 est la troisième et dernière de l'entraîneur Adolf Sprincl, dont le contrat se termine. Outre le maintien, les évènements de la saison sont deux rencontres de gala : le CSGG actuel contre les anciens du GHC le 20 février 1976 et contre les anciens Canadiens de Montréal le 2 avril.

#### 1976-1977: vice-champion de France
Alex Dick arrive comme entraîneur-joueur pour la saison 1976-1977 et Grenoble échoue à remporter son premier titre de champion de France, qui revient à Gap, en partie à cause d'un accord entre les 2 clubs de ne pas faire jouer l'ancien gapençais Richard Peterson face à son ex-club.
Gary Brown débarque en 1978 comme entraîneur-joueur. Les saisons 1978-1979 et 1979-1980 sont décevantes pour le CSG Grenoble qui est à chaque fois diminué par les blessures.
Le 13 janvier 1979 à l'occasion d'un derby face à Villard, Jean-Loup Dalaison fait revivre le surnom des Brûleurs de loups dans les colonnes du Dauphiné Libéré.

#### 1980-1981: premier titre de champion de France

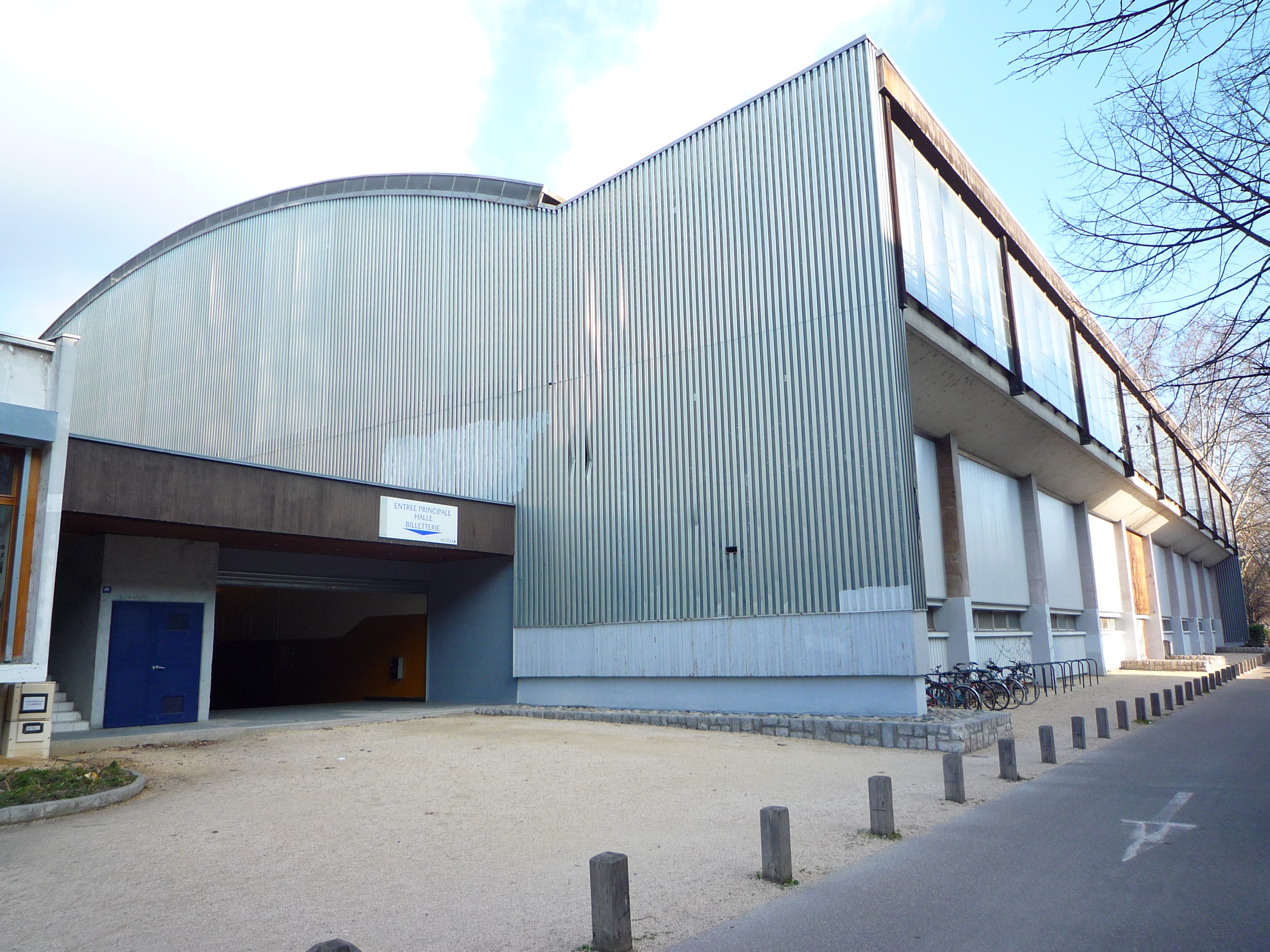
L'ancienne patinoire Clemenceau.

La saison 1980-1981, la malchance s'arrête. Grâce aux arrivées de Bernard Séguy, du gardien Daniel Maric et du Canadien Larry Huras et au travail des vétérans, tels Bernard Le Blond et Jean Le Blond, Grenoble remporte son premier titre de champion de France, aux dépens de Tours, champion en titre.
| Vainqueurs de la Nationale A Effectif champion | Gardiens de but : Daniel Maric, Jean-Claude Sozzi Défenseurs : Christian Billieras, Larry Huras, Philippe Muscara Attaquants : Gary Brown, Daniel Grando, Bernard Le Blond, Jean Le Blond (C), Jean-Charles Piccinini Entraîneur : Gary Brown |

#### 1981-1982: deuxième titre de champion de France
Grenoble remporte son second titre national la saison suivante, grâce au voisin Villard-de-Lans, qui tient en échec Tours à la dernière journée.
| Vainqueurs de la Nationale A Effectif champion | Gardiens de but : Daniel Maric Défenseurs : Christian Billieras, Larry Huras, Philippe Muscara Attaquants : Gary Brown, Jean-Paul Farcy, Daniel Grando, Bernard Le Blond, Jean Le Blond (C) Entraîneur : Gary Brown |

### 1983-1999: titres et déficits

#### 1982-1983: vice-champion de France
En 1982-1983, le titre lui échappe mais le club finit tout de même à la seconde place derrière le Saint-Gervais de Jacques Tremblay.

#### 1983-1989: passage à vide
Les années suivantes, la domination s'arrête et le CSG Grenoble se maintient dans le milieu de tableau.
Pour la saison 1987-1988, Grenoble annonce l'arrivée du sélectionneur de l'équipe de France Jacques Tremblay, mais celui-ci, reparti au Québec, ne reviendra jamais en France car condamné au tribunal. Grenoble fait alors venir un autre entraîneur canadien, Luc Tremblay. La 1re phase se termine avec une dernière place pour les grenoblois, qui assurent leur maintien en poule de relégation.

#### 1989-1990: vice-champion de France
Après avoir recruté les deux meilleurs joueurs français de l'époque, Philippe Bozon et Christian Pouget, Grenoble remonte dans la hiérarchie et en 1989-1990, il finit vice-champion de France, s'inclinant en finale face aux Dragons de Rouen, qui remportent leur premier titre.

#### 1990-1991: troisième titre de champion de France
L'affiche est la même la saison suivante mais le résultat diffère : Grenoble remporte un 3e titre de champion de France, grâce à un excellent Christophe Ville.
| Vainqueurs de la Ligue Nationale Effectif champion | Gardiens de but : Jean-Marc Djian, Yaël Cravero Défenseurs : Jean-Philippe Lemoine (A), Gérald Guennelon, Stephen Harrison, Bernard Séguy, Nicolas Carry, Allan Chauvin, Maxence Fontanel Attaquants : Christian Pouget (C), Karel Svoboda (cs), Philippe Bozon (A), Yves Crettenand, Christophe Ville, Stéphane Barin, Eric Lebey, Fabrice Texier, Christian Bozon, Jean-Luc Chapuis, Stéphane Arcangeloni, Jérôme Boudon, Antoine Huet Entraîneur : Bohuslav Ebermann |

#### 1991-1993: liquidation judiciaire puis retour en élite
La 1991-1992 marque la fin de la Ligue nationale professionnelle, dont la plupart des clubs, mal gérés, sont en difficultés financières. Grenoble n'est pas épargné, le club est en liquidation judiciaire. Le club revient ainsi en Nationale 1 (deuxième échelon national), sous le nom HC Grenoble et utilise de façon officielle le surnom de Brûleurs de Loups.
Il remonte dès la saison suivante, à la suite de l'élargissement de l'élite à 16 clubs et aux multiples abandons et dépôts de bilan.

#### 1993-1994: vainqueur de la coupe France
Le 30 avril 1994 à Grenoble les Brûleurs de Loups s'imposent en finale de la Coupe de France 1994 sur le score de 5 buts à 4 au terme de la prolongation face aux Huskies de Chamonix.

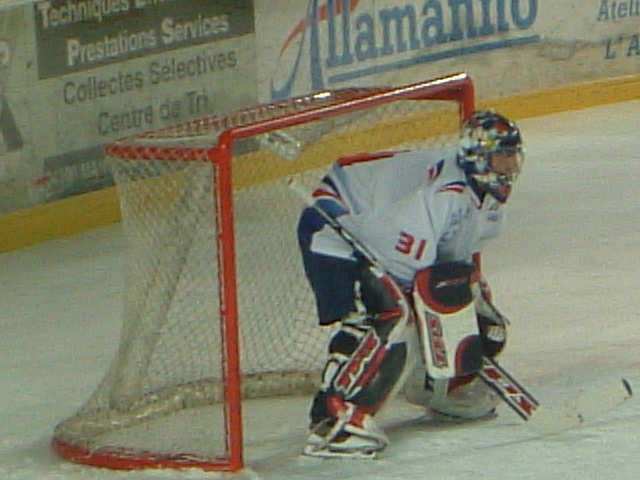
Patrick Rolland (1991-1996 & 2000-2005)
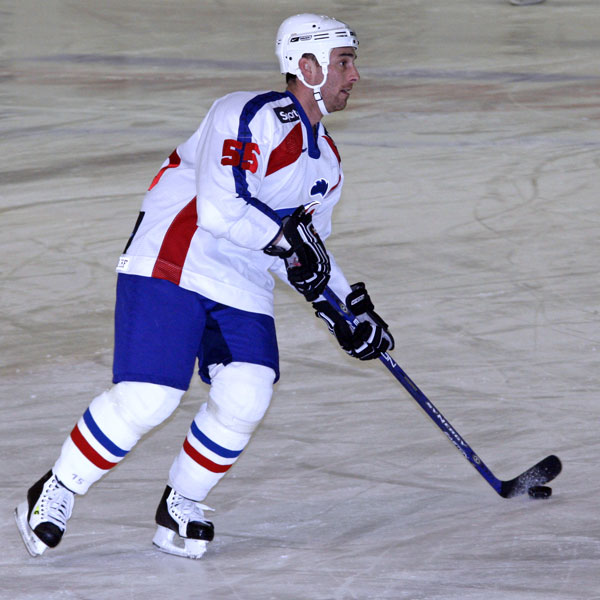
Jean-François Bonnard (1993-1999 & 2000-2008)

#### 1997-1998: quatrième titre de champion de France

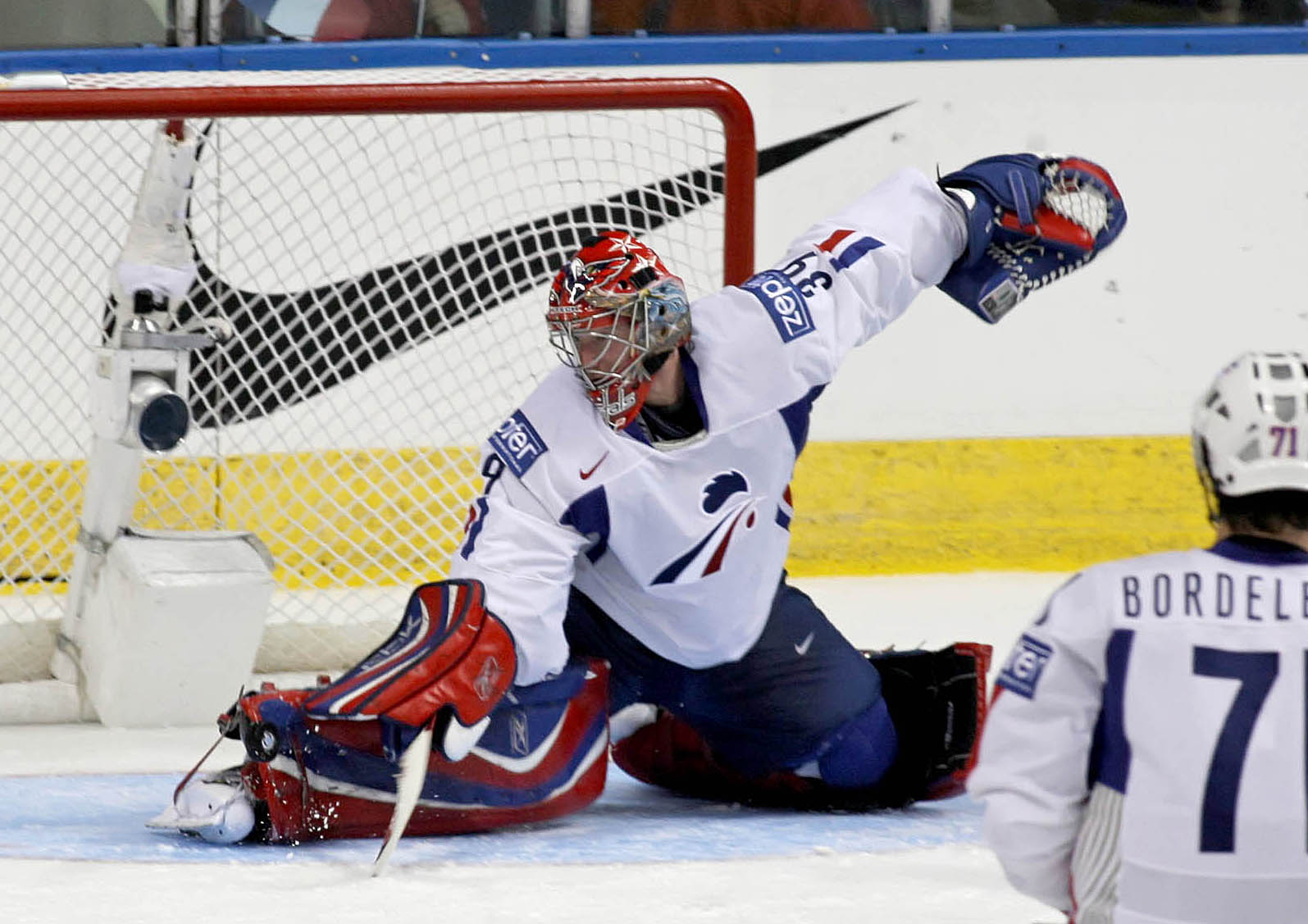
Cristobal Huet (1994-1998).

Grenoble se voit privé d'une participation au tour final de la Coupe continentale 1997-1998 après une défaite à 38 secondes de la fin du match face au Eisbären Berlin sur un but d'Yvon Corriveau précédé d'une faute non sifflée sur le grenoblois Rami Koivisto.
En championnat, les Brûleurs de Loups coachés par Jaroslav Jagr remportent un 4e titre en 1998, grâce notamment à son gardien Cristobal Huet.
Les Grenoblois décrochent le titre sur la glace du Coliseum des Gothiques d'Amiens (3 victoires à 0) où Martin Roh marque notamment le but en prolongations qui offre la Coupe Magnus aux grenoblois.
Jean-Louis Jannez, le président grenoblois et de la Ligue est démis de ses deux fonctions après la saison et le club est en proie à des difficultés financières. Il enregistre alors plusieurs départs importants : Cristobal Huet à Lugano, Pierre Allard à Manchester ainsi que le trio Stéphane Barin, Robert Ouellet et Tommie Hartogs à Krefeld.
| Vainqueurs de la Ligue Élite Effectif champion | Gardiens de but : Cristobal Huet, Arnaud Goetz, Stéphane Baills Défenseurs : Simon Bachelet, Jean-François Bonnard, Gérald Guennelon (C), Michael Kubicek, Nemo Nokkosmäki, Petri Pulkkinen, Martin Roh, Marc Savard Attaquants : Benjamin Agnel, Pierre Allard, Benoît Bachelet, Stéphane Barin, Xavier De Murcia, Tommie Hartogs, Rami Koivisto, Marius Konstantinidis, Mikko Lempiäinen, Robert Ouellet, Josef Podlaha, Nicolas Rey-Gaurez Entraîneur : Jaroslav Jágr |

#### 1998-1999: première victoire d'un club français en EHL
L’année suivante, Grenoble notamment renforcé par Jean-Philippe Lemoine, Jean-Christophe Filippin et Dino Grossi participe à la EHL lors de la saison 1998-1999, en gagnant les deux matchs, de poule contre les Suisses de Fribourg, Grenoble s'offre ainsi la toute première victoire française dans cette compétition grâce notamment à son nouveau portier finlandais Mika Rautio en provenance de Storhamar. Jan Reindl remplace Jaroslav Jagr qui doit rentrer dans son pays en cours de saison et le club termine 4e du championnat.

#### 1999-2000: exclusion de l'Élite et rétrogradation en D3
L'intersaison commence bien, Grenoble est invité à participer au premier tour de la Coupe Continentale à domicile par l'IIHF.
Stanislas Solaux et Patrice Fleutot sont recrutés, et Christophe Ville est annoncé comme le nouvel entraîneur pour la saison 1999-2000.
Mais Grenoble est finalement exclu du championnat, le HCJ Milan est alors engagé dans le championnat de France Élite pour les remplacer et les Ducs d'Angers prennent la place des Grenoblois en Coupe Continentale.
Les Brûleurs de Loups alors entraînés par Ari Salo repartent ainsi en Division 3, championnat que les grenoblois remportent avec notamment une victoire 36-1 à Clémenceau face aux Renards roannais nouveau record du club.

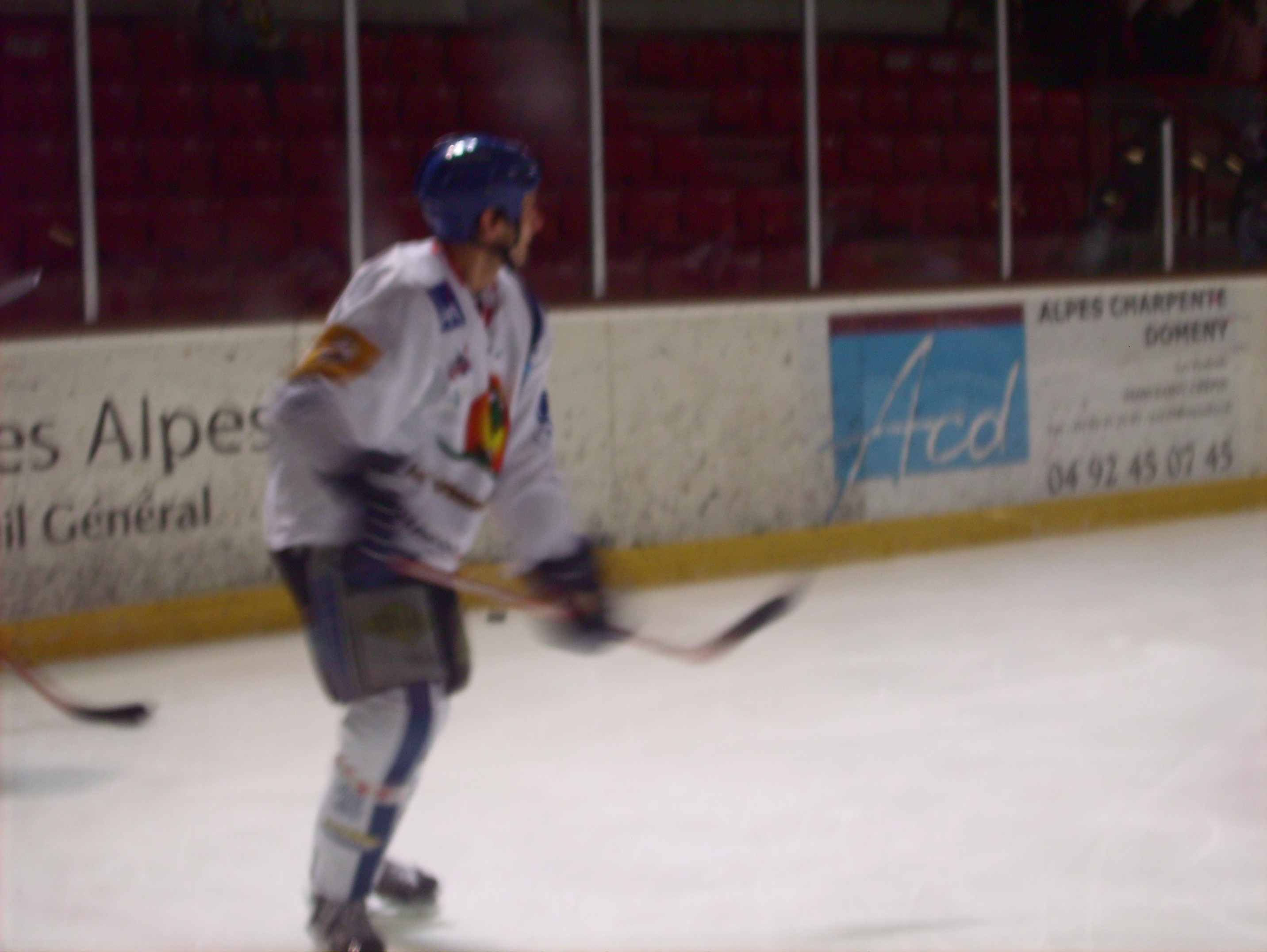
Christian Pouget revient au club en novembre 2000.

Grenoble est réintégré en élite pour la saison suivante, Dmitri Fokine est le nouvel entraîneur. Les Brûleurs de loups renforcés par une majorité d'anciens grenoblois terminent 3e du championnat.

### 2001-2016: installation à Polesud et professionnalisation
Lors de la saison 2001-2002, le club s'installe dans sa toute nouvelle patinoire Polesud, tout en construisant une politique de professionnalisation.
Le club termine de nouveau 3e du championnat et 4e la saison suivante.

#### 2003-2004: vice-champion de France
La saison 2003-2004 s'articule en trois parties : la 1re phase, la 2e phase et les play-offs. Les Brûleurs de Loups du nouveau coach Gérald Guennelon dominent le championnat en sortant en tête des deux premières phases mais s'inclinent en finale aller-retour face aux Gothiques d'Amiens.

#### 2006-2007: cinquième titre de champion de France et vainqueur de la coupe de la ligue

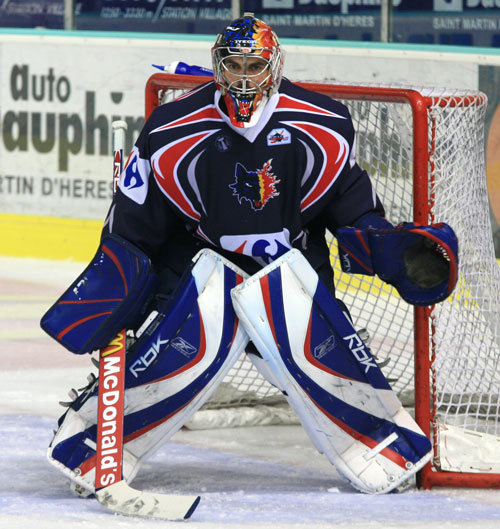
Eddy Ferhi (2006-2011).

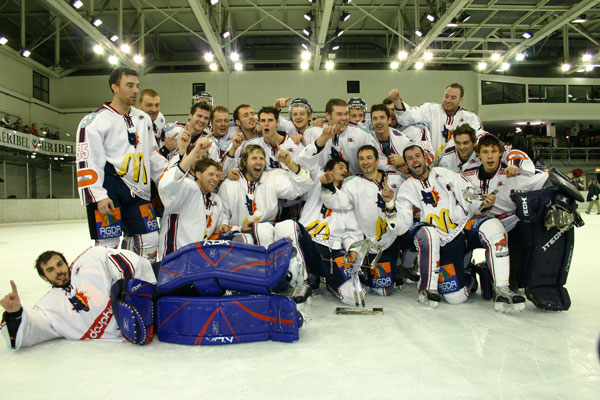
L'équipe des Brûleurs de Loups, victorieuse de la première édition de la Coupe de la Ligue en 2007 face à Rouen.

La politique de professionnalisation entamée en 2001 porte enfin ses fruits de la plus belle des manières : le club grenoblois remporte un 5e titre en 2007, et remporte également la Coupe de la Ligue 2007 en battant Rouen 2-1.
| Vainqueurs de la Ligue Magnus Effectif champion | Gardiens de but : Eddy Ferhi, Frédéric Dorthe Défenseurs : Baptiste Amar (A), Nicolas Antonoff, Simon Bachelet, Jean-François Bonnard (A), Kevin Hecquefeuille, Antonin Manavian, Martin Millerioux, Nicolas Prophette, Luc Tanésie, Teddy Trabichet, Viktor Wallin, Brad Woods Attaquants : Benoît Bachelet (C), Luděk Brož (cs), Quentin Garcia, Roger Jönsson, Jimmy Lindström, Martin Máša (en), Joan Montesinos, Cyril Papa, Martin Paquet, Christophe Tartari, Sacha Treille, Patrik Valčák Entraîneur en chef : Gérald Guennelon Entraîneur adjoint : Patrick Rolland |

#### 2007-2008: vainqueur de la Coupe de France
Le 17 février 2008, les Brûleurs de Loups de Mats Lusth le nouvel entraîneur, remportent la finale de la Coupe de France 2008 contre les Dragons de Rouen au Palais omnisports de Paris-Bercy. Grenoble remporte la séance des tirs de fusillade 3-2 après un score de 2-2 à l'issue du match.

#### 2008-2009: Le Grand Chelem(match des champions, coupe de la Ligue, coupe de France et sixième titre de champion de France)
La saison 2008-2009 est une saison historique pour le club, qui remporte les quatre trophées nationaux :
- le Match des Champions (victoire 3-1 face à Rouen) le 6 Septembre 2008 à Grenoble;
- la Coupe de France (victoire 6-1 face à Dijon) le 22 Février 2009 à Paris;
- la Coupe de la Ligue (victoire 4-3 en prolongation face à Briançon) le 30 Décembre 2008 à Méribel;
- la Coupe Magnus[69] (victoire 3-0 face à Briançon) le 28 Mars 2009 à Grenoble.

| Vainqueurs de la Ligue Magnus Effectif champion | Gardiens de but : 1 Eddy Ferhi, 39 Sébastien Raibon, 88 Lucas Normandon Défenseurs : 5 Baptiste Amar (C), 8 Calle Bergström, 15 Viktor Wallin, 22 Maxime Moisand, 32 Alexandre Rouleau, 44 Antonin Manavian, 87 Teddy Trabichet, 91 Jason Crossman Attaquants : 10 Damien Fleury, 11 Luděk Krayzel (en), 13 Julien Baylacq, 19 Luděk Brož (cs) (A), 20 Jan Hammar , 24 Mitja Sivic, 26 Johan Forsander, 28 Martin Máša (en), 43 Anders Nilsson (de), 73 Christophe Tartari (A), 74 Raphaël Papa, 77 Martin Jansson (de), 89 Matthieu Frécon, 90 Nicolas Arrossamena Entraîneur en chef : Mats Lusth (de) Entraîneur adjoint : Patrick Rolland |

Cependant, en octobre 2009 et à la suite d'irrégularités constatées dans ses comptes, le club est sanctionné : six points de pénalité en championnat, exclusion pour deux ans de la coupe de France et amende de 3 000 euros.

#### 2009-2010: participation à la super finale de la Coupe Continentale
Lors de la saison 2009-2010, après une victoire en demi-finale face à Angers, les BDL s'inclinent en finale de la Coupe de la Ligue face aux Dragons de Rouen le 12 décembre 2009.
Ils participent également à la super finale de la Coupe Continentale ou ils se classent quatrièmes en janvier 2010.

#### 2010-2011: vainqueur de la Coupe de la Ligue
Pour la saison 2010-2011, l'équipe profondément rajeunie et désormais entraîné par l'ancien buteur Jean-François Dufour termine la saison à la 7e place. Le club est confronté lors de la deuxième partie de saison aux blessures importantes de joueurs cadres comme le gardien Eddy Ferhi, le capitaine Baptiste Amar et même en fin de saison de l'attaquant slovène Mitja Šivic. Avec ces absences, Grenoble est amoindri et s'incline au 1er tour des play-offs face au voisin Villard de Lans en deux manches (3-4 ap) - (2-4). Durant cette saison Grenoble remporte pour la 3e fois la Coupe de la ligue en battant en finale Briançon 4-3 ap, où après un but d'Alexandre Rouleau et un doublé de Nicolas Arrossamena, le capitaine Baptiste Amar marque le but de la victoire à la 63e minute de jeu.

#### 2011-2012: vice-champion de France
Pour la saison 2011-2012, Luděk Brož, Eddy Ferhi et Viktor Wallin qui étaient tous les trois au club depuis plusieurs saisons et qui ont tous les trois connu toutes les victoires des Brûleurs de loups entre 2006 et 2011 quittent le club. En plus de ces trois gros départs, le défenseur international Maxime Moisand part au Danemark à Odense, Vincent Llorca, Aymeric Gillet, Luděk Krayzel ou Raphaël Papa quittent également le club à l'intersaison. Côté arrivées l'italo-canadien Anthony Aquino qui sort de deux très belles saisons en Italie avec Valpellice (45 points en 39 matchs en 2009-10, puis 49 points en 40 matchs en 2010-11) (réf ??), le Canadien François Ouimet, le gardien international Ronan Quemener, le défenseur de Briançon Kévin Dusseau, le défenseur américain de Dijon Michael Steiner, le défenseur canadien Sylvain Dufresne (qui a joué au sein de la Ligue américaine de hockey aux États-Unis notamment pour les équipes des Americans de Rochester entre 2004 et 2006 et des Falcons de Springfield en 2006-07), le deuxième meilleur pointeur de la saison 2010-2011 de D1 avec Reims (23 buts et 38 assistances pour un total de 61 points) le Canadien Francis Desrosiers porteront la tunique grenobloise pour la saison 2011-12. Grenoble commence la saison en remportant pour la troisième fois (après 2008 et 2009) le trophée des champions en battant le double champion de France en titre Rouen 6-1. Confronté très tôt aux blessures (Anthony Aquino (qui est remplacé numériquement pendant un peu plus d'un mois (avant son départ à Angers) par l'attaquant international Damien Raux), Baptiste Amar, Francis Desrosiers notamment) Grenoble est éliminé dès le 1er tour de la coupe de la ligue en finissant 3e sur 4 de son groupe derrière Gap et Briançon. En coupe de France après avoir battu 4-1 Chamonix Grenoble perd 6-1 contre Montpellier pourtant en division 1. En Ligue Magnus, la première partie de saison est compliquée puisqu'à mi-parcours le bilan du club est de cinq victoires pour huit défaites (dont six à domicile). En tout durant la première partie de saison le club connaît une triste série de 5 défaites de suite (toutes compétitions confondues) en perdant à domicile 1-5 contre Strasbourg, 1-3 à Gap en coupe de la ligue, 2-4 à Angers, 1-2 à domicile face à Gap en coupe de la ligue, et 3-4 à domicile face à Chamonix. La deuxième partie de saison est en revanche bien meilleure. Pouvant compter pleinement sur Anthony Aquino et Baptiste Amar, et malgré une nouvelle blessure de Francis Desrosiers, les brûleurs de loups gagnent 10 de leurs 13 derniers matchs et terminent à la 7e place au général.
Cette place leur permet d’avoir l’avantage de la glace lors du premier tour des play-offs face à Épinal. Après, deux victoires sur le score de 5-3 à Grenoble (avec notamment au 1er match, 3 points du capitaine Julien Baylacq (deux buts et une assistance) et deux buts d'Anthony Aquino, et lors du deuxième match, 3 points de Christophe Tartari (deux buts et une assistance) et trois assistances de Mathieu Le Blond), les brûleurs de loups s’inclinent deux fois à Épinal par (3-4) et (2-6). Le cinquième et dernier match a lieu à Pôle Sud où à l’issue d’un match très serré Grenoble s’impose sur le score de 3-2 après l'épreuve des tirs au but. Durant cette séance le défenseur international Alexandre Rouleau s'élance le premier et marque en tirant au-dessus de la jambière droite du gardien d'Épinal Loïc Lacasse. À l'arrivée c'est le seul tir au but marqué dans cette série. En effet, si Anthony Aquino puis Francis Desrosiers ne parviendront pas à aggraver la marque ; le gardien des brûleurs de loups Ronan Quemener réussira un sans-faute dans sa cage en arrêtant les trois tentatives de Ján Plch, Maxime Boisclair et Toby Lafrance.
En quart de finale, le club est opposé aux vainqueurs de la coupe de France 2012 Dijon. La série commence mal pour Grenoble qui s'incline deux fois en Bourgogne lors des deux premiers matchs (3-0) puis (3-2). Après ces deux défaites, les brûleurs de loups se retrouvent dans l'obligation de ne plus perdre face à Dijon s'ils veulent se qualifier pour les demi-finales. C'est ainsi que de retour à pôle Sud Grenoble s'impose par deux fois - à chaque fois en ayant concédé l'ouverture du score - face aux ducs. Tout d'abord sur le score de 3-2 puis sur le score de 2-1 après prolongation où François Ouimet trompe Ramón Sopko dans la dernière minute des prolongations. Avec ces deux victoires, Grenoble se donne le droit de revenir en Bourgogne pour terminer la série. Lors ce match décisif, Grenoble s'impose 5-2 avec notamment un doublé de François Ouimet. Grenoble qui est passé proche de l’élimination au premier tour (victoire aux tirs au but lors du match 5 après avoir concédé l’ouverture du score), puis lors des quarts de finale (dans le match 4 après que Dijon eut ouvert le score, l’égalisation de Baptiste Amar a eu lieu à moins de 8 minutes de la fin du match 4 et le but de la victoire dans ce même match par François Ouimet a eu lieu à un peu plus de 30 secondes de la fin de la prolongation) se retrouve donc en demi-finale pour affronter Chamonix.
Face à Chamonix, Les Brûleurs de loups commencent idéalement la série en s'imposant à Chamonix 4-3 après prolongation lors du premier match avec un nouveau but en prolongation de François Ouimet. Le lendemain, Chamonix utilise parfaitement le power play en marquant quatre buts en supériorité numérique et s'impose 5-2. Après les deux matchs en Haute-Savoie, le score est donc de 1-1. À Pôle Sud, les grenoblois réussissent à battre par deux fois Chamonix. Tout d'abord 7-4 avec notamment deux doublés de Mitja Šivic (plus deux assistances) et d'Anthony Aquino et trois assistances de Francis Desrosiers, puis 7-1 le lendemain avec entre autres un nouveau doublé d'Anthony Aquino (plus deux assistances), un doublé de François Ouimet (plus une assistance) et trois assistances d'Alexandre Rouleau. Grâce à cette victoire les Brûleurs de loups se qualifient pour la finale de la ligue Magnus 2011-12 où ils retrouveront le double champion de France en titre Rouen.
À Rouen, les Brûleurs de Loups emmènent les Dragons aux prolongations lors du premier match. Dans un match où Grenoble mène 3-2 à l’entame du 3e tiers avec entre autres deux buts de Mitja Šivic ou deux assistances d’Anthony Aquino, les dragons égalisent par Julien Desrosiers. Dans les prolongations c’est ce même Julien Desrosiers qui donne la victoire 4-3 à Rouen. Durant ce match outre la défaite Grenoble encaisse une deuxième mauvaise nouvelle avec la blessure jusqu'à la fin de la série du défenseur Baptiste Amar. Le deuxième match est marqué par un retard très important de plus d’une heure et demie à la suite de problèmes de techniques et de personnels. Lorsque le match commence, Grenoble est cueillie à froid et coule rapidement. Après avoir encaissé rapidement 3 buts Jean-François Dufour sort le gardien titulaire Sébastien Raibon, au profit de Ronan Quemener. Mais le naufrage va continuer puisque Grenoble va encore encaisser 3 buts dans le premier tiers pour être mené sur le score de 6-0 à la fin du 1er tiers. Autant dire qu’au bout de 20 minutes le match était déjà plié. Dans les 40 dernières minutes Grenoble fait jeu égal avec Rouen et s’incline finalement sur le score de 8-2. Mené 2-0, Grenoble se trouve une nouvelle fois dans l’obligation de s’imposer à Pôle Sud pour que l’aventure continue. Au match 3, Grenoble s’impose 5-4 dans un match très disputé. Côté statistique à retenir côté Grenoblois les performances notamment de Nicolas Arrossamena (un but et une assistance), d’Alexandre Rouleau (un but et une assistance), de Mathieu Le Blond (deux assistances), de François Ouimet (deux assistances) ou de Mitja Šivic (but décisif). Dans le match 4, Grenoble mène rapidement 1-0 sur un but de Sylvain Dufresne mais Rouen égalise juste avant la fin du tiers par Loïc Lampérier. Dans le deuxième tiers en l’espace de 4 minutes, Rouen marque 3 buts. Alexandre Rouleau par deux fois, puis François Ouimet permettent aux brûleurs de loups d’égaliser. Dans le 3e tiers, François Ouimet marque un deuxième but pour permettre à Grenoble de mener 5-4. À 30 secondes de la fin, Francis Desrosiers profite de la sortie du gardien de Rouen Sebastian Ylönen pour aggraver le score. Grenoble s’impose ainsi 6-4 et revient à 2-2 dans la série ce qui lui donne le droit de revenir à Pôle Sud pour un match 6. Dans les matchs 5 et 6 Fabrice Lhenry, blessé jusque-là, peut à nouveau défendre les buts de Rouen. Grenoble s'incline les deux fois (1-5) puis (0-4). Grenoble échoue ainsi en finale et Rouen devient champion pour la 12e fois, dont les trois dernières saisons.

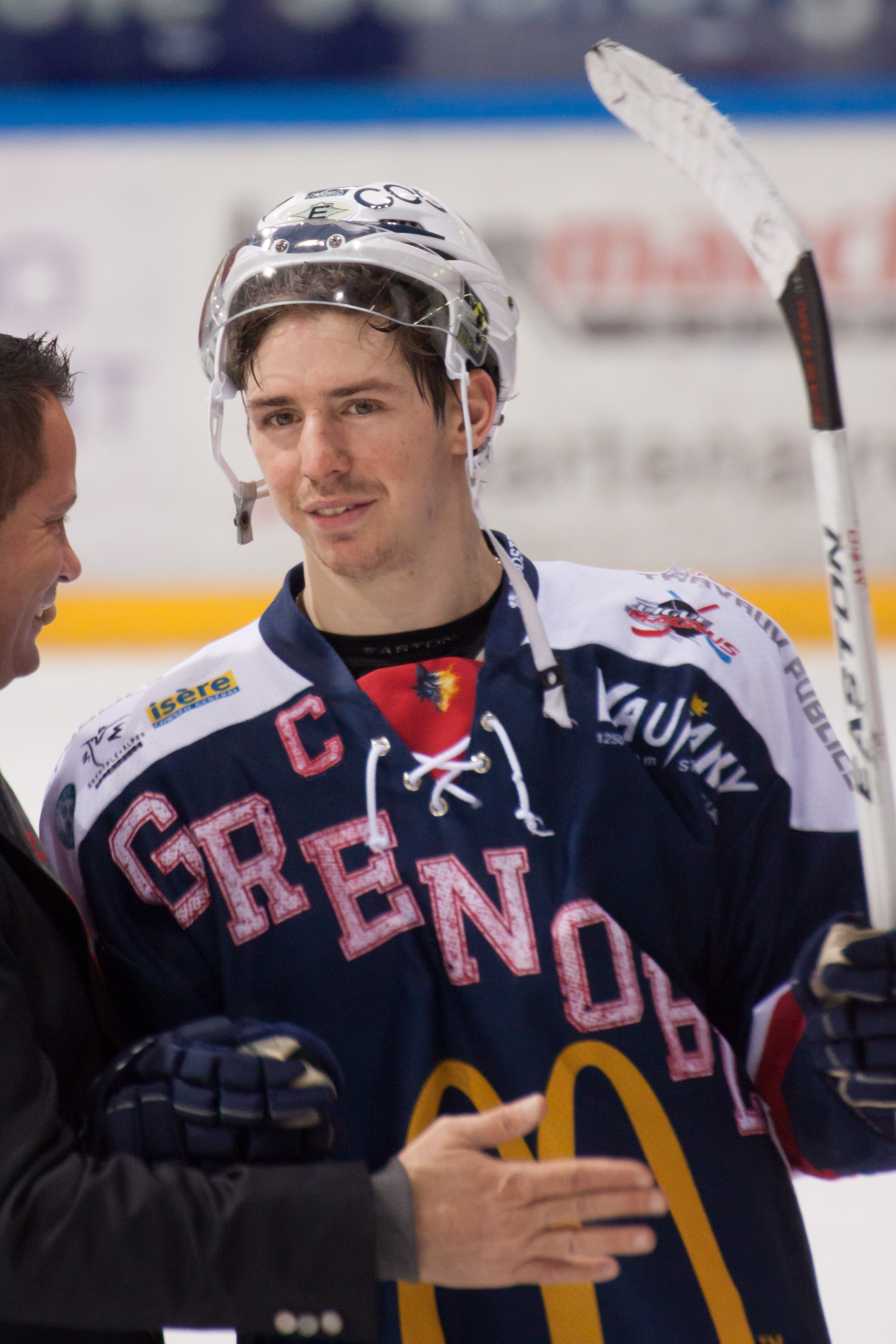
Julien Baylacq, capitaine des Brûleurs de loups.

#### 2012-2013: remaniement de l'effectif
Pour la saison 2012-2013, Alexandre Rouleau, au club depuis la saison 2008-2009, quitte Grenoble pour retourner au Canada. Également au club depuis 4 saisons le numéro 24 Mitja Šivic quitte les Brûleurs de Loups pour rejoindre les Diables Rouges de Briançon. Le portier Ronan Quemener après une saison un peu difficile rejoint lui aussi Briançon. En manque de temps de jeu les jeunes Elie Raibon et Rémi Colotti décident eux de rejoindre les Dauphins d’Épinal. Loup Benoit quant à lui rejoint le triple champion en titre Rouen. Graham Avenel décide rejoindre son frère en D1 à Brest. Enfin, le staff décide de ne pas reconduire Michael Steiner et Anthony Aquino. Côté arrivé, parti en 2007 des brûleurs de Loups le défenseur Nicolas Antonoff qui jouait la saison dernière en Norvège avec l'équipe de Stjernen Hockey revient en Isère. En attaque, trois renforts de poids avec le retour en France de l’international français Luc Tardif Junior après une saison aux États-Unis dans le championnat ECHL avec l'équipe des Everblades de la Floride, l'arrivée de l’américano-finlandais Mike Vaskivuo et du canado-écossais Ed McGrane qui débarquent tous les deux de CHL aux États-Unis où ils ont particulièrement brillé la saison dernière (6e pointeur de saison régulière avec 74 points en 63 matchs pour McGrane au sein des Mavericks du Missouri et meilleur pointeur des play-offs avec 24 points en 18 matchs pour Vaskivuo qui a été élu meilleur joueur des play-offs avec son équipe des Komets de Fort Wayne champion de CHL 2011-12). En plus de ces quatre recrues, Grenoble s'attache les services du jeune portier suisse Bastien Chevallay qui débarque du Servette-Genève U17 qui est troisième gardien cette année et les jeunes pousses des brûleurs de Loups, champions de France des moins de 22 ans en 2012, que sont le gardien Antoine Bonvalot et les attaquants César Joffre, Mathieu Briand et Jordann Perret rejoignent également l’équipe première.

#### 2013-2014: premier Winter Game
Pour la saison 2013-2014, beaucoup de changement dans l'effectif avec les départs de Kévin Dusseau et François Ouimet (Amiens), Sylvain Dufresne (Pavlodar, KAZ), Maxime Suzzarini (Anglet), Mike Vaskivuo (Fort Wayne, ECHL), Ed McGrane (Braehead Clan, GBR), Nicolas Arrossamena (Gap), Francis Desrosiers (Bordeaux), Mathieu Briand (Tri-City, USHL) et du jeune Lou Bogdanoff (Mont-Blanc).
Pas de changement dans les cages avec toujours le même duo composé de Sébastien Raibon et Antoine Bonvalot.
En défense, Baptiste Amar est encore présent et entame sa dixième saison sous le maillot du club. Trois recrues arrivent avec les québécois Pierre-luc Lessard et Stéphane Gervais ainsi que du slovène Maks Selan. Les Français Jason Crossman et Nicolas Antonoff complètent cette défense qui est si besoin suppléée par les jeunes Kévin Martenon, Quentin Scolari et Mathieu Pons.
Quant à l'attaque elle connaît pas mal de changements avec les trois québécois qui arrivent : Toby Lafrance, Francis Guérette-Charland, le meilleur pointeur de la saison passée et Felix Petit.
Luc Tardif reste et retrouve son vieux compère de l'équipe de France en la personne de Yorick Treille, un renfort de poids pour Grenoble qui fait son retour au bercail. Enfin le slovène Mitja Šivic retourne aussi dans la capitale des Alpes.
On retrouve aussi toujours les joueurs issus du club tels que Christophe Tartari, Matthieu Le Blond, Julien Baylacq, Joris Bedin et César Joffre, ainsi que de Jordann Perret l'ancien villardien. Sébastien Delemps, le dernier joueur du centre de formation est enfin intégré en équipe première.

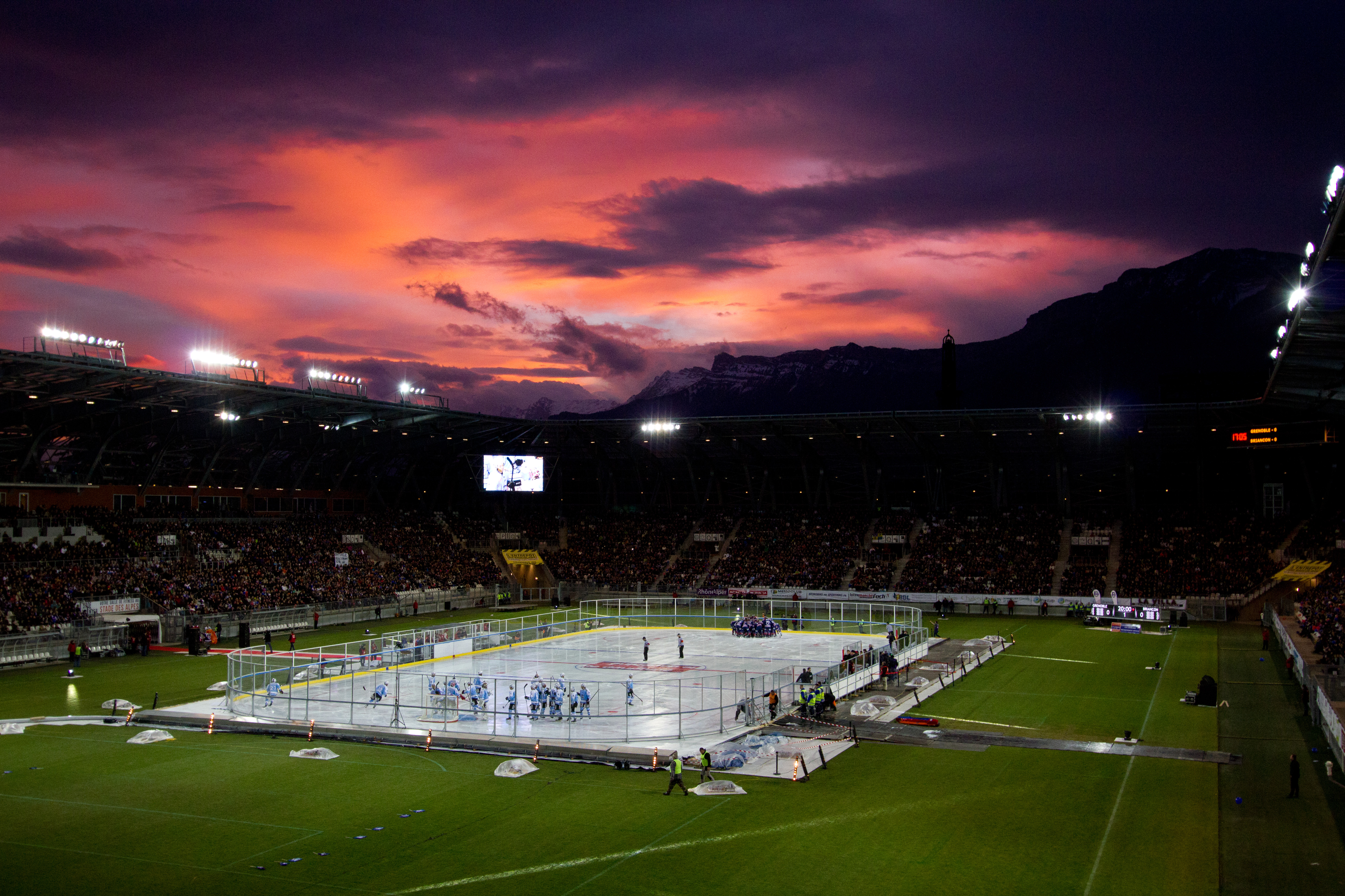
Le Stade des Alpes accueille le premier Winter Game de l'histoire du hockey français.

Le 22 décembre 2013, les Brûleurs de Loups organisent le premier Winter Game de l'histoire en France. Pour ce match exceptionnel joué au Stade des Alpes comptant pour le championnat, les Grenoblois sont opposés à leurs voisins des Diables Rouges de Briançon. Ces derniers s'imposent au terme d'un match haletant sur le score de 5-4 devant 19 767 spectateurs, un record historique pour la Ligue Magnus.
À la suite d'une série de mauvais matchs (précédents le Winter Game), Antoine Bonvalot devient le gardien titulaire des Brûleurs de Loups à la place de Sébastien Raibon. À la suite de ses performances, il se voit attribuer le trophée Jean-Pierre-Graff de meilleur espoir de la Ligue Magnus.

#### 2014-2015: vainqueur de la Coupe de la Ligue

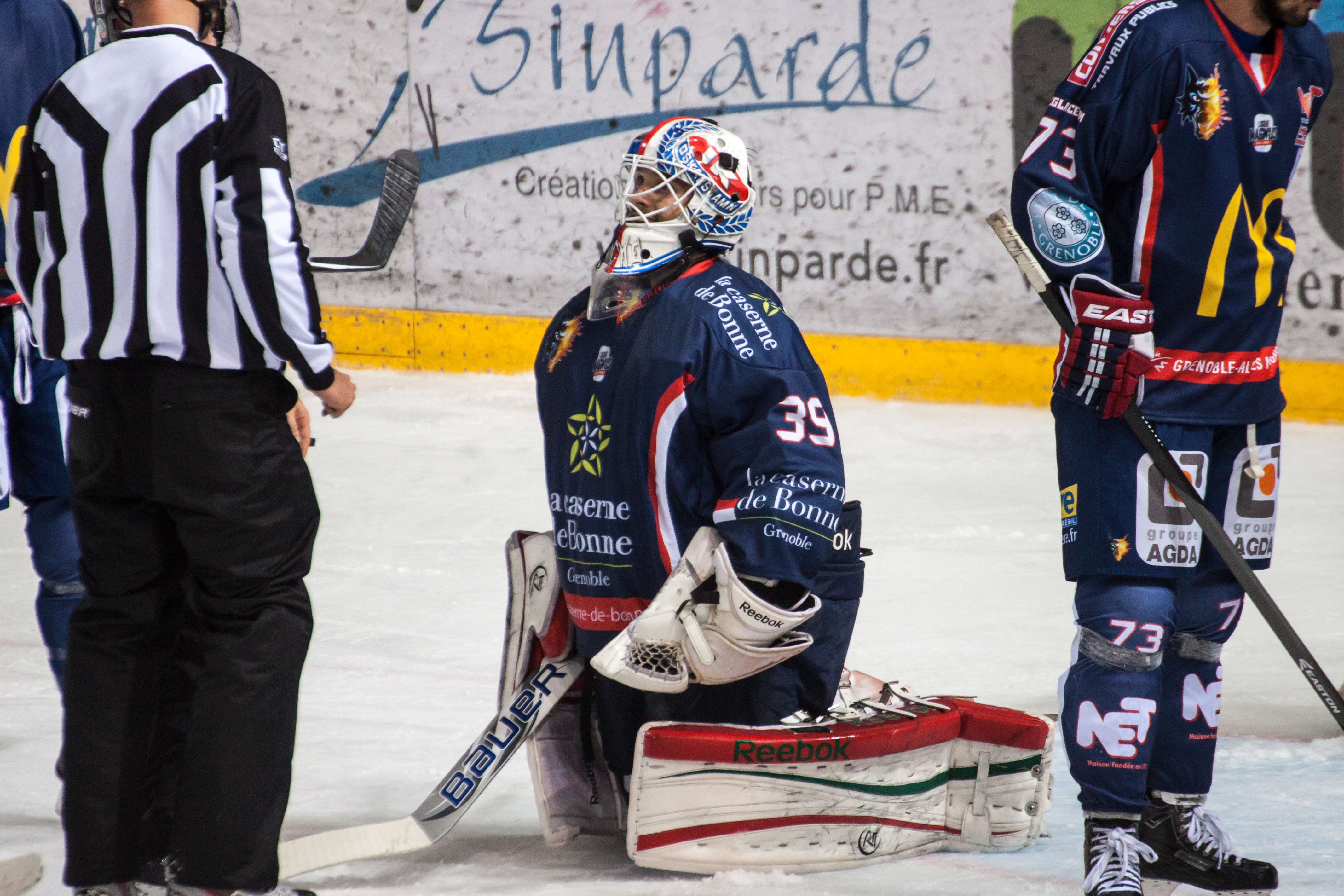
Michal Zajkowski remporte la Coupe de la Ligue en 2015.

Pour la saison 2014-2015, le québécois Richard Martel est le nouvel entraîneur des Brûleurs de Loups.
Cette année-là, emmené par son nouveau gardien suédois Michal Zajkowski, Grenoble remporte la finale de Coupe de la Ligue face au rival de toujours Rouen 3 buts à 2 sur la glace de Méribel.
Grenoble remporte également la saison régulière 2014-2015.
En playoffs, les quarts de finale les opposent aux Ducs de Dijon. Après avoir mené la série 2-0, les BDL perdent les deux rencontres suivantes à Dijon. Lors du match 5 à Polesud, Grenoble s'incline sur fond de scandale avec son entraîneur, limogé peu de temps après.

#### 2015-2016: nouveau départ

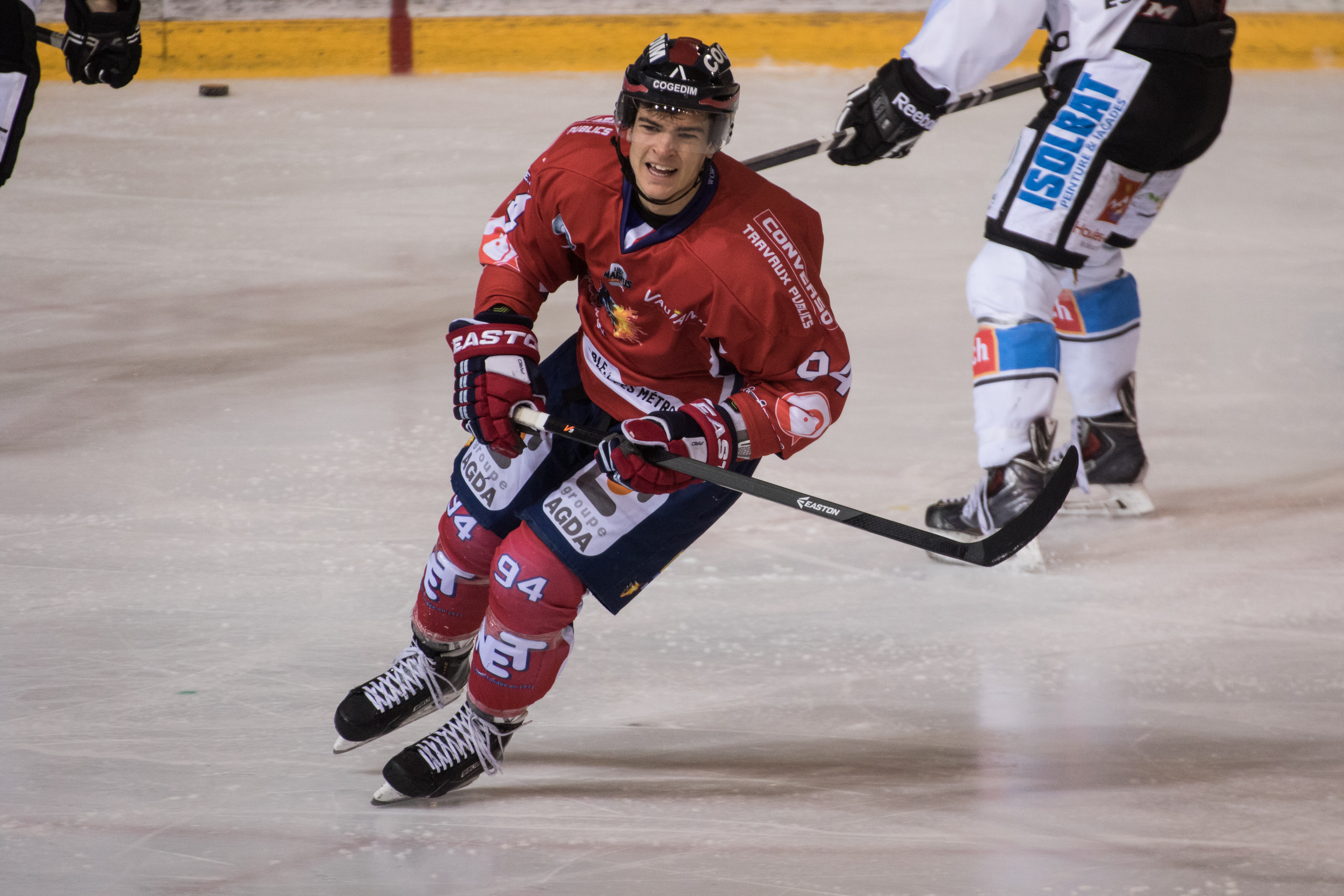
Jordann Perret, lors du match de Coupe de France Grenoble-Gap le 9 décembre 2014 à Polesud.

Pour la saison 2015-2016, l'équipe recrute comme nouvel entraîneur Edo Terglav, alors coach des Diables Rouges de Briançon.
Arrivés jusqu'en finale de la Coupe de France, les Brûleurs de Loups s'inclinent face aux Dragons de Rouen 2 buts à 4 devant le public de l'Accor Arena. Grenoble retrouve cet éternel rival en quarts de finale des play-offs. Celui-ci est également remporté par Rouen 4 matchs à 1.
Par la suite, le club se voit infliger par la Fédération française de hockey sur glace une sanction de 6 points de retrait pour la saison 2016-2017, en raison d'une infraction à des règles administratives, financières, fiscales ou statutaires.

### Depuis 2016: nouvelle présidence, nouveaux objectifs

#### 2016-2017: vainqueur de la Coupe de France

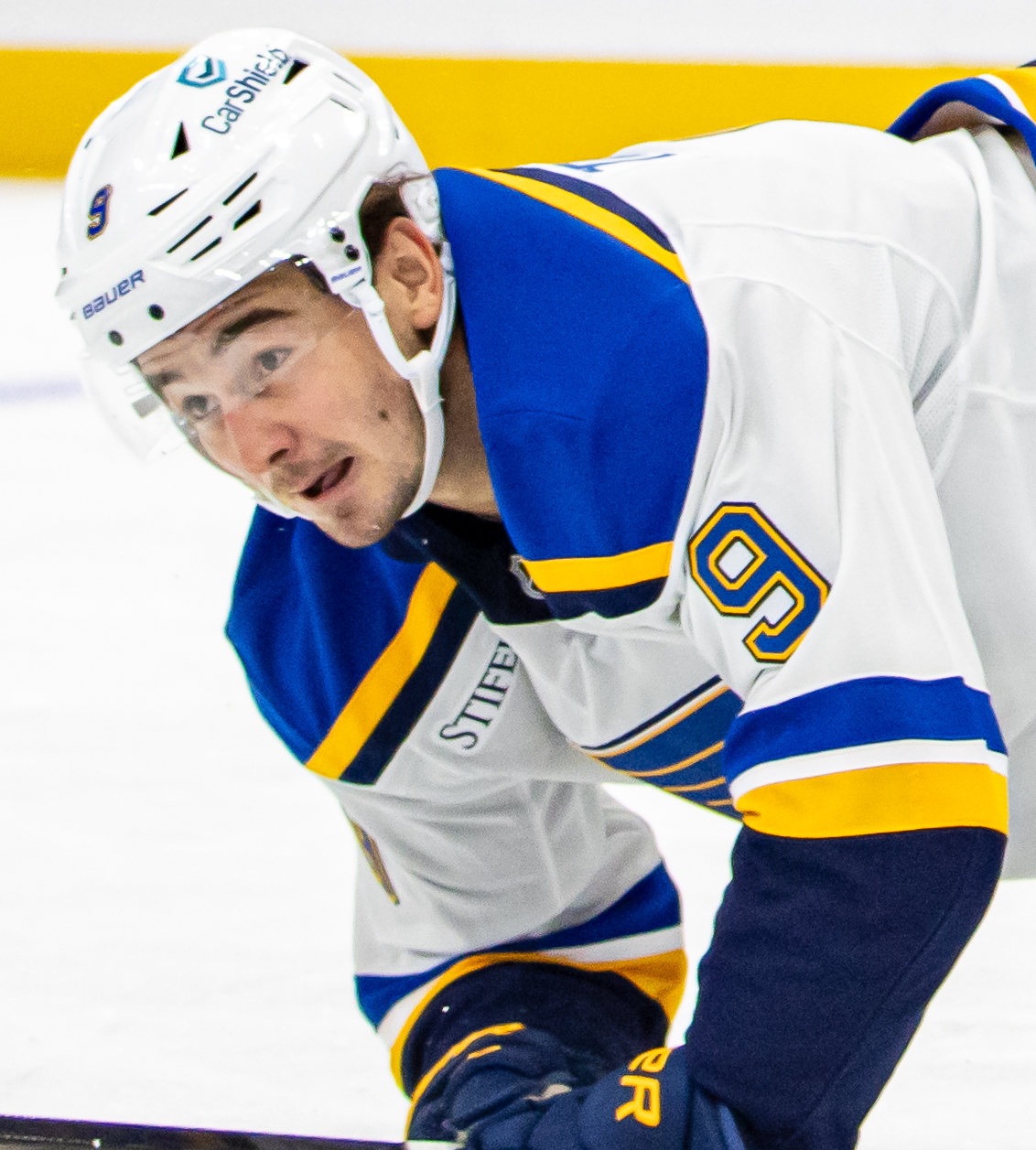
Alexandre Texier remporte la Coupe de France en 2017.

A l'été 2016, Jacques Reboh prend la présidence du club.
Le 30 décembre 2016, Grenoble remporte 5 buts à 2 le Winter Game 2016 devant les 24 128 spectateurs du Parc OL, établissant un nouveau record de spectateurs en Ligue Magnus. Avec cette dix-neuvième victoire consécutive, l'équipe de Grenoble bat son record de victoires consécutives établit lors de la saison 1997-1998. Quatre jours plus tard, les BDL confirment leur domination en battant de nouveau l'équipe de Lyon en demi-finale de Coupe de France et se qualifie pour la finale de la Coupe de France de hockey sur glace 2016-2017 et améliore le record de victoire successive de l'équipe à 20 matchs consécutifs, avant de perdre contre les Rapaces de Gap.
Le 19 février 2017, la finale de la Coupe de France oppose de nouveau les Brûleurs de Loups aux Dragons de Rouen. Le match démarre fort pour les grenoblois qui profitent de supériorité numérique pour marquer à deux reprises avec Golicic (2’20) puis Chouinard (5’15). Avant la fin du 1er tiers temps, Rouen réduit la marque avec un but de Thinel à 5 contre 4. Dans le 2e tiers temps, Rouen égalise avec un but de Langlais (27’53). Le match file en prolongation et c'est finalement le capitaine Chouinard qui marque le but offrant la victoire aux grenoblois (61’59).
En championnat, les Brûleurs de Loups terminent la saison régulière à la 2e place derrière les Rapaces de Gap.
En 1/4 de finale des playoffs, ils rencontrent les Gothiques d'Amiens avec l'avantage de la glace. Amiens remporte pourtant le premier match 5 buts à 4 après une prolongation et une série de penalty. Les Brûleurs de Loups remportent les quatre match suivants (5-4, 1-6, 1-2, 3-2) et se qualifient pour la phase suivante. En 1/2 finale, les BDL rencontrent à nouveau les Dragons de Rouen et s'inclinent 4 matchs à 3.

#### 2017-2018: vice-champion de France

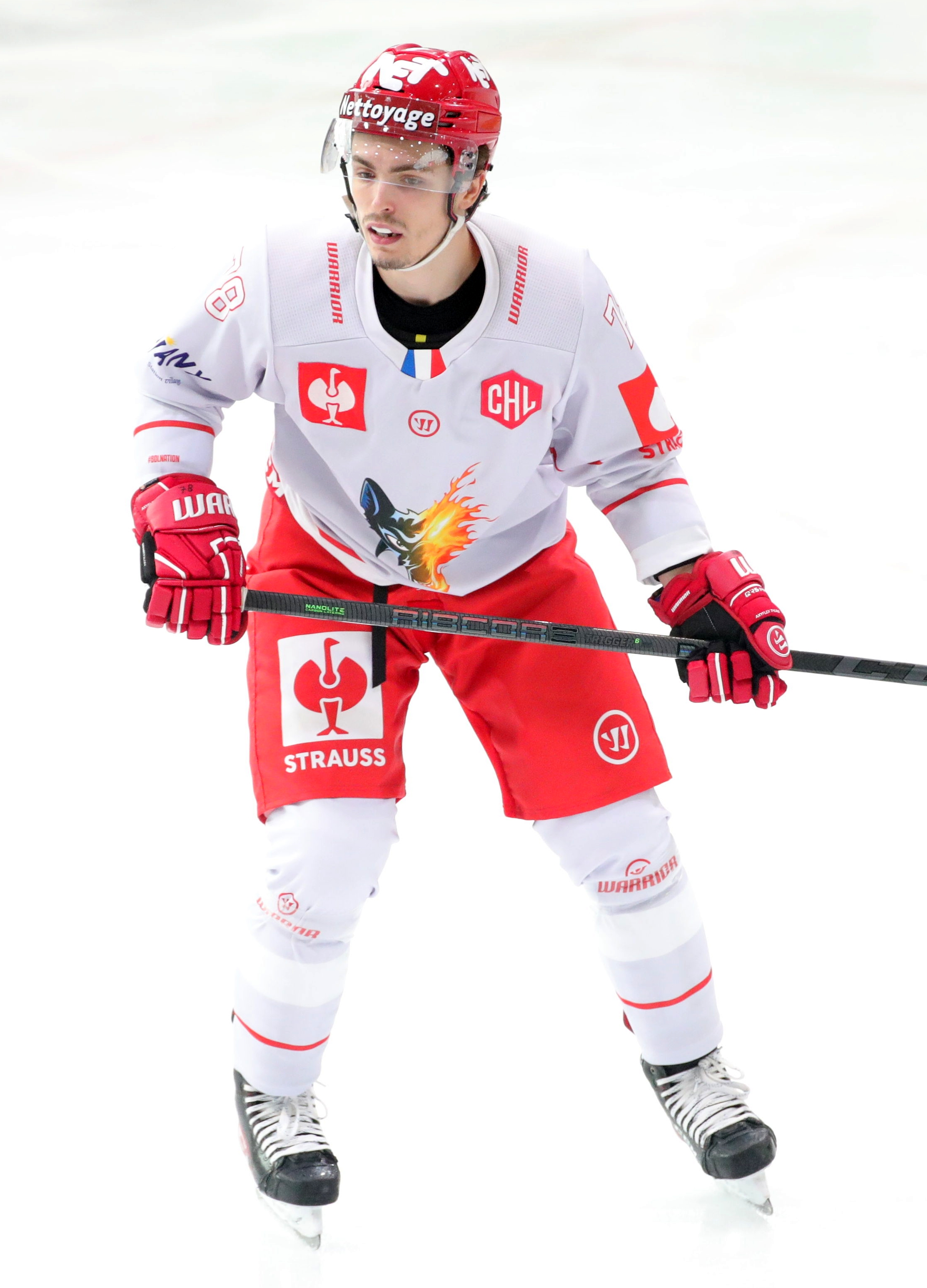
Dylan Fabre commence en Ligue Magnus lors de la saison 2017-2018.

Le 8 septembre 2017, en ouverture de la saison de Ligue Magnus, les Brûleurs de Loups rencontrent les Rapaces de Gap dans le cadre du Match des Champions. Ils remportent ce titre pour la 4e fois sur le score de 6 buts à 4.
Tenant du titre de la Coupe de France, les Brûleurs de Loups se déplacent le 24 octobre pour affronter Annecy dans le cadre des 1/16 de finale. Ils remportent le match sur le score de 8-0.
Les 17, 18 et 19 novembre, les Brûleurs de Loups participent à la demi-finale de la Coupe Continentale à Renon en Italie. Lors de la première rencontre, ils s'inclinent 2-0 face au Ritten Sport. Le match contre le DVTK Jegesmedvék démarre mieux après une ouverture rapide du score par Aziz Baazzi. Les Hongrois reviennent malgré tout à la marque et finissent par gagner 2-1 en prolongation. Le dernier match oppose les grenoblois au Barys Astana : l'équipe du Kazakhstan s'impose 4-0 et les Brûleurs de Loups sont alors éliminés de la compétition.
Le 21 novembre, les Brûleurs de Loups rencontrent à l'extérieur les Rapaces de Gap dans le cadre des 1/8 de finale de la Coupe de France. La rencontre est perdue 5-4. Les grenoblois, pourtant tenants du titre, sont éliminés de la compétition.
Le 20 février, les Brûleurs de Loups terminent 1er de la saison régulière avec un record de points en une saison (102).
En quart de finale, ils rencontrent les Scorpions de Mulhouse, le promu de l'année. La série commence difficilement pour les BDL qui s'inclinent à Polesud lors du premier match (1-3). Le match suivant permet l'égalisation grâce à une victoire à domicile sur le fil (2-1). À Mulhouse, ils rencontrent d'abord la défaite (3-2) mais se remettent en selle grâce à une large victoire (2-5). Les deux rencontrent suivantes seront victorieuses, d'abord à Polesud (3-2) puis à Mulhouse (2-6). La série est donc remportée 4 match à 2 et permet la qualification en 1/2 finale.
En demi-finale, ils rencontrent les Boxers de Bordeaux. Les deux premiers matchs mettent les équipes dos à dos avec une victoire (5-3) contre une défaite (3-4). Le premier passage à Meriadeck conserve les équipes dans le même rapport avec une victoire (3-5) puis une défaite (3-2). Quand les BDL s'inclinent à Pôle Sud (2-3), les Boxers de Bordeaux semblent tenir un ticket pour la finale. Malgré une avance de deux buts sur le match 6, Bordeaux se fait contrer par Hardy qui par un coup du chapeau offre la victoire à son équipe. Retour à Pôle Sud pour un match 7 dans lequel les Brûleurs de Loups s'imposent largement (7-3). Grenoble se qualifie pour la finale après 6 années d'absence.
En finale, ils rencontrent les Dragons de Rouen. Les normands remportent la série 4 matchs à 0 (3-4, 0-3, 4-3, 5-4).

#### 2018-2019: septième titre de Champion de France
Le 24 octobre, dans le cadre de la Coupe de France, les Brûleurs de Loups rencontrent en seizième de finale les Lions de Lyon, tenants du titre, et s'inclinent 2-1 à domicile.
En quart de finale de la Ligue Magnus, ils rencontrent les Aigles de Nice et s'imposent en 4 matchs (5-1), (6-1), (4-3), (7-0). En demi-finale, ils rencontrent les Gothiques d'Amiens et s'imposent à nouveau en 4 matchs (7-1), (3-2), (7-3), (4-2).
En finale, ils rencontrent une nouvelle fois les Dragons de Rouen. Les grenoblois commencent la série du bon pied en gagnant les deux premiers matchs sur la glace de Rouen (3-2, 3-2). De retour à Polesud, ils s'inclinent lors des troisième et quatrième matchs (2-1 puis 1-0). Lors du match 5 à l’Île Lacroix, Rouen prend l'avantage en battant les Brûleurs de Loups en tirs de fusillade 4-3. Grenoble, dos au mur, réagit sur sa glace et gagne le sixième match 4-1 devant une patinoire en folie. Le dernier match de la série est remporté par les grenoblois 2-1, qui sont ainsi sacrés champions de France pour la 7e fois dans l'histoire du club, après exactement 10 ans d'attente.
| Vainqueurs de la Ligue Magnus Effectif champion | Gardiens de but : Antoine Bonvalot, Loïc Corvez, Lukáš Horák Défenseurs : Sébastien Bisaillon, Connor Hardowa, Kyle Hardy, Dominik Kramar, Aleksandar Magovac, Antonin Manavian, Patrick McEachen, Lucien Onno, Christophe Tartari (A), Teddy Trabichet Attaquants : Mathias Arnaud, Julien Baylacq, Joël Champagne (C), Lauric Convert, Teddy Da Costa, Aurélien Dair , Hugo Dechelle, Dylan Fabre, Damien Fleury (A), Bostjan Golicic, Vincent Kara, Denny Kearney, Adel Koudri, Olivier Latendresse, Guillaume Leclerc, Maxime Legault, Maxence Leroux, Julien Munoz, Timothé Quattrone, Sébastien Rohat, Sacha Treille, Gaëtan Villiot Entraîneur en chef : Edo Terglav Entraîneur adjoint : Romain Guibet |

#### 2019-2020: vainqueur de la saison régulière du championnat de France

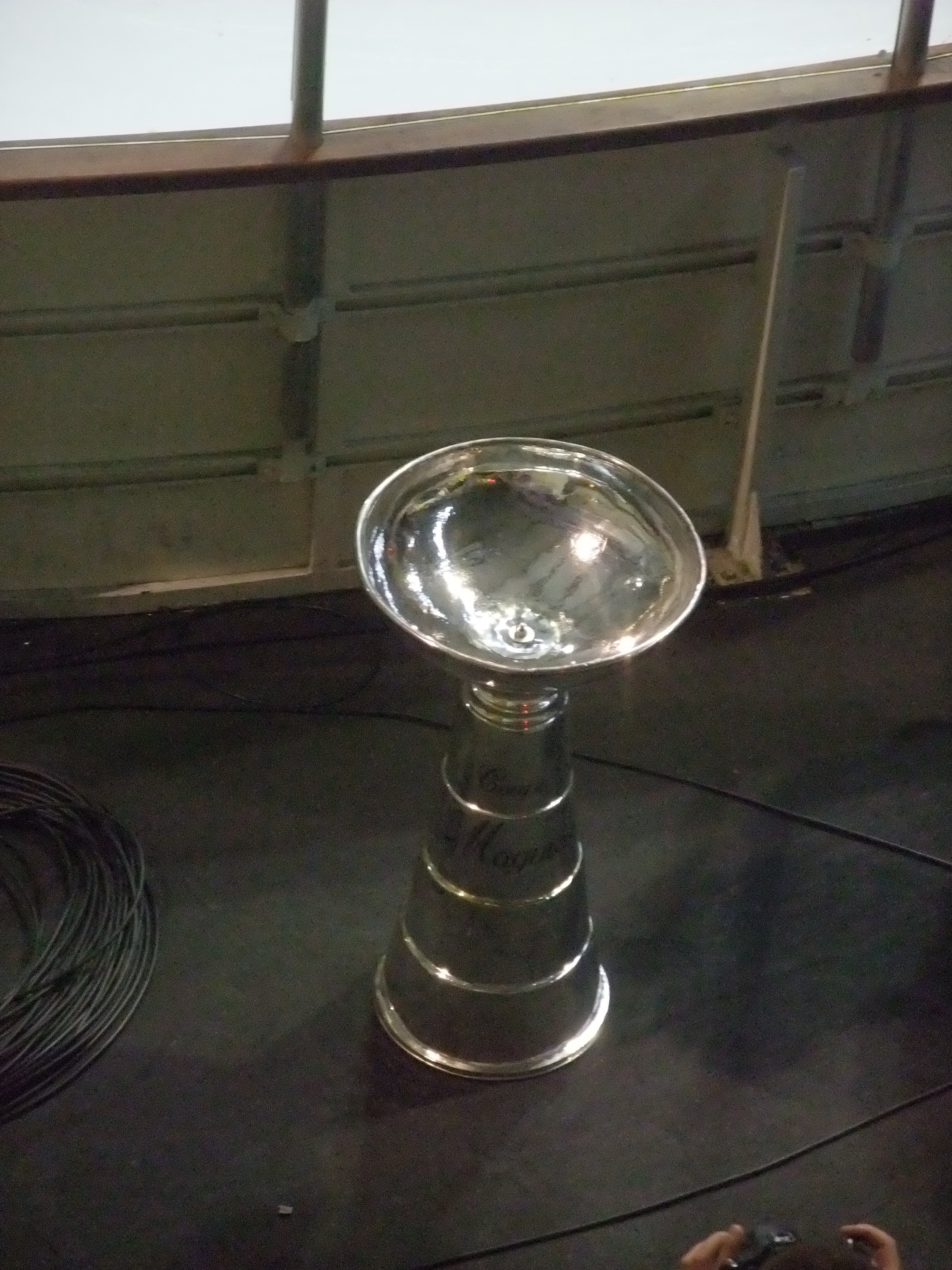
Grenoble champion en titre remporte le trophée Jacques-Lacarrière en 2020 en remportant la saison régulière mais ne peut recevoir la Coupe Magnus car aucun titre de champion n'est officiellement décerné contrairement à la saison suivante où le vainqueur de la saison régulière en simple aller-retour est exceptionnellement sacré champion.

Lors la saison 2019-2020, en tant que Champion de France, les Brûleurs de Loups participent à la CHL (Champions Hockey League). Sur la première rencontre face à Kärpät Oulu, seul Damien Fleury parvient à marquer pour les BDL qui s'inclinent (3-1).

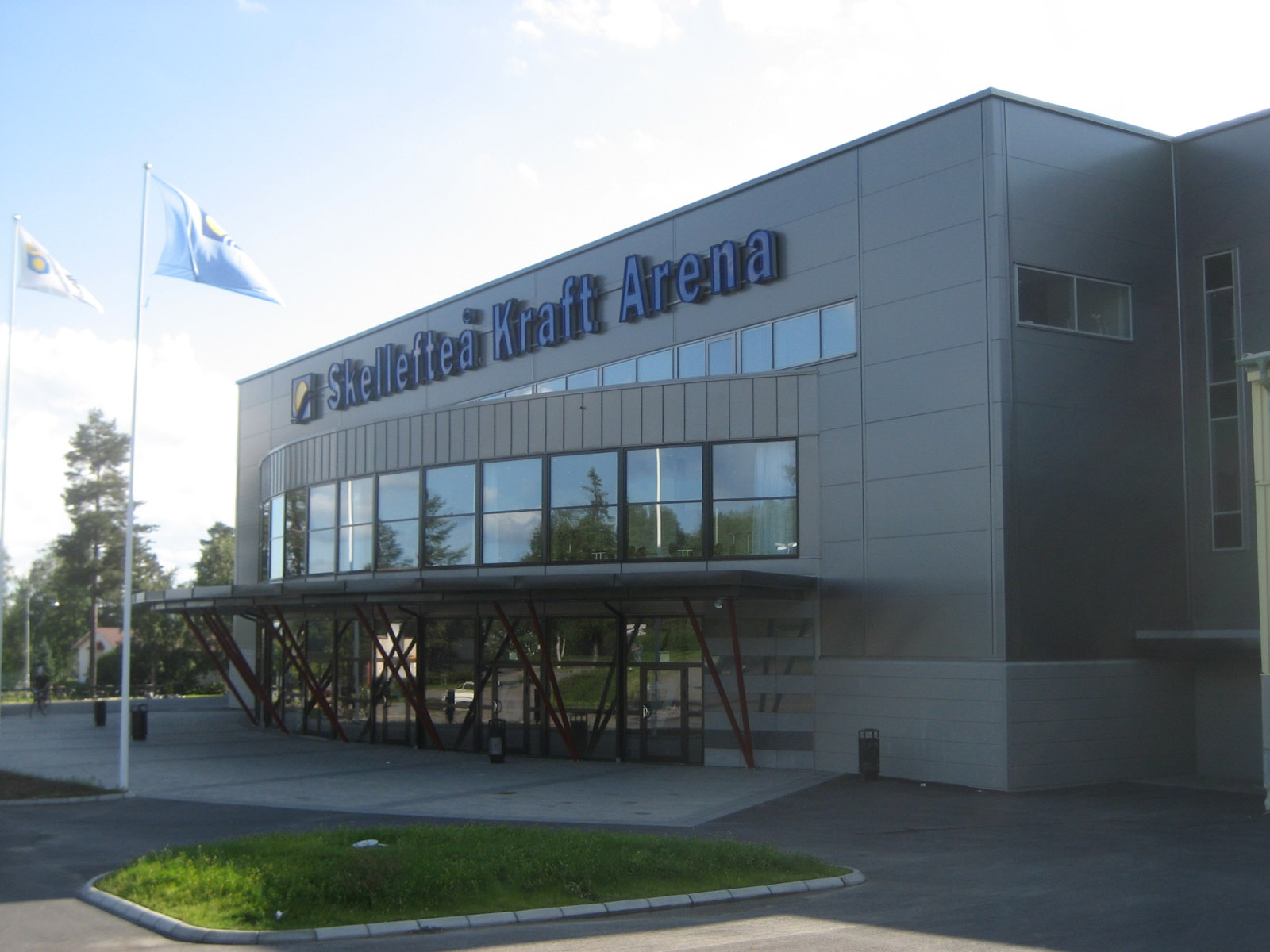
Le Skellefteå Kraft Arena où les BDL s'imposent à l’extérieur contre le Skelleftea (SHL) en CHL.

Ils réalisent ensuite l'exploit de vaincre les suédois de Skelleftea équipe de SHL à l'extérieur (1-2) grâce aux buts de Damien Fleury et Joël Champagne.
De retour à Grenoble, les buts de Damien Fleury et Antonin Manavian ne suffiront pas face à un Kärpät Oulu très solide (6-2). Malgré le but de Vincent Kara, Skelleftea parvient également à avoir le dessus sur des BDL combatifs (4-1). Face à SC Bern, les grenoblois s'inclinent d'abord à l'extérieur (4-1) puis à Pôle Sud (3-1). Ils sont par conséquent éliminés de la compétition.
Le 22 octobre, les grenoblois entament la Coupe de France avec une victoire en 16e de finale (4-1) face aux Pionniers. L'histoire se poursuit à peine. À domicile, Les Brûleurs de Loups s'inclinent en 8e face à Anglet (2-1).
Grenoble remporte le trophée Jacques-Lacarrière en terminant vainqueur de la saison régulière du championnat de France de hockey sur glace avec quatre points d'avance sur les Dragons de Rouen.
En quart de finale de la Ligue Magnus, les Brûleurs de Loups rencontrent les Pionniers de Chamonix Mont-Blanc. La série est remportée en 4 matchs secs (4-3), (3-1), (7-0), (5-4).
Malheureusement la pandémie de Coronavirus met fin à la compétition et la Fédération française de hockey sur glace décide le 17 mars 2020 de stopper en l'état tous les championnats en raison des mesures de confinement  mais cette année-la aucun titre de champion n'est officiellement décerné.
Cependant, la place en Champion Hockey League revient à nouveau au club grenoblois en tant que vainqueur de la saison régulière 2020. Les BDL devaient affronter les Adler Mannheim équipe de DEL en match aller-retour mais finalement, après plusieurs modifications et reports, le comité directeur a décidé le 13 octobre 2020 d'annuler la compétition en raison de la pandémie de Covid-19.

#### 2020-2021: une saison polémique sous Covid
Pour la saison 2020-2021, en raison de la pandémie de Covid-19, le déroulement du championnat est très difficile. En effet, après seulement un mois de compétition, la FFHG décide sa suspension en raison des mesures sanitaires prises par le gouvernement. Avec le retard pris sur la compétition, la FFHG change le format du championnat pour la fin de la saison : celui-ci se déroule finalement en simple aller-retour pour une fin de la phase de poule prévue au 3 avril 2021.
Le 5 mars, après de nouvelles réunions, la fédération prend plusieurs décisions concernant la suite du championnat : les play-offs sont annulés et le premier de la saison régulière est cette année-là exceptionnellement sacré champion de France. Grenoble, champion de France en titre, ne peut défendre son trophée en play-offs comme c'est normalement le cas, et perd ainsi sa place en CHL. L'incompréhension et la déception sont grandes.

#### 2021-2022: huitième titre de Champion de France

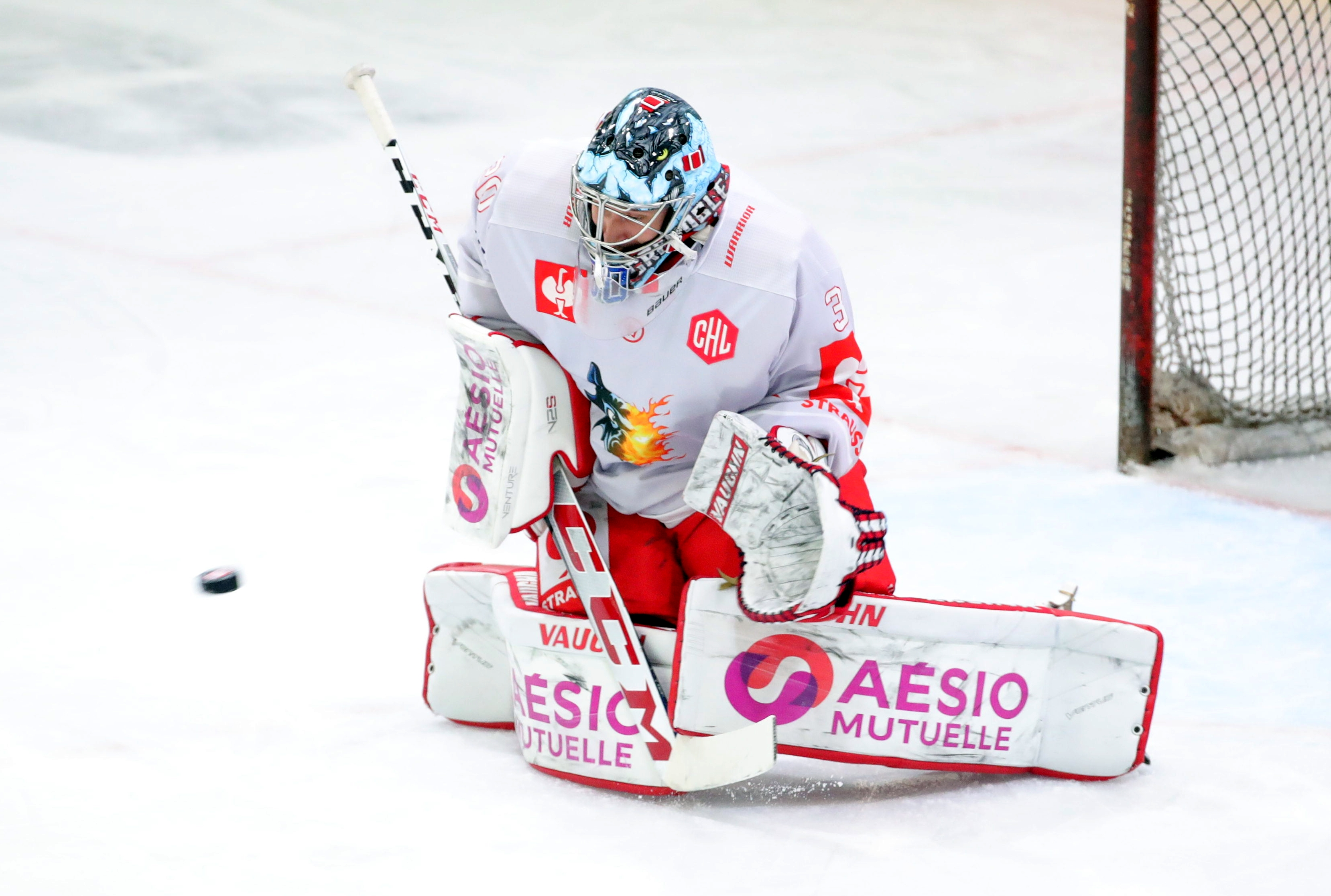
Jakub Štěpánek arrive du HC Oceláři Třinec pour remplacer son compatriote Lukáš Horák.

À l'aube de la saison 2021-2022, le président du club souhaite entamer un nouveau cycle et offrir au public un style de jeu différent. Le finlandais Jyrki Aho remplace ainsi Edo Terglav en tant que coach et arrive avec son compatriote Ari-Pekka Siekkinen pour l'assister.
L'effectif est remanié avec le recrutement de gros renforts étrangers, notamment le gardien de but international tchèque et champion du monde 2010 Jakub Štěpánek ou l'international finlandais Jani Tuppurainen vainqueur de la Ligue des champions en 2018 avec le JYP Jyväskylä. Le français Raphaël Garnier est recruté pour être le gardien n°2.
Le club s'incline une nouvelle fois dans la course à la Coupe de France mais finit premier de la saison régulière.
En playoffs, ils affrontent les Boxers de Bordeaux en quart de finale, qu'ils éliminent facilement 4 matchs à 0 (6-1, 5-0, 5-1, 3-2). En demi-finale, ils rencontrent Cergy et s'imposent 4 matchs à 1 (2-1, 7-2, 2-4, 5-2, 7-0), se qualifiant ainsi pour la finale pour la seizième fois de l'histoire du club.
Les BDL y retrouvent les Ducs d'Angers, vainqueurs de Rouen, pour une affiche inédite dans l'histoire de la ligue. Grenoble remporte le premier match à domicile 5-2 avec un triplé de Tuppurainen mais s'incline lors du deuxième (1-3). Lors du troisième match à Angers, Grenoble mène 3-0 après seulement 15 minutes de jeu, mais se fait remonter 3-3 et voit même les Ducs prendre les devants en fin de seconde période. Deschamps égalise et offre la prolongation aux BDL, qui l'emporteront finalement aux tirs au but, au bout du suspens. Le match 4 est beaucoup plus fermé, et après 60 minutes de jeu, les deux équipes sont dos à dos 2 buts partout. Une seconde fois, le match continue en prolongation puis jusqu'aux tirs au but, où Grenoble s'impose de nouveau, s'offrant ainsi la possibilité de lever la Coupe Magnus devant son public lors du match 5. Lors de ce match, Angers prend les devants 1-0 mais Grenoble recolle au score avant de prendre l'avantage 2-1 en fin de 2° tiers. Le dernier tiers sera à sens unique : les BDL marquent 2 buts coup sur coup avant de marquer le but victorieux en cage vide dans une patinoire en folie. Grenoble est ainsi champion de France pour la huitième fois de son histoire et peut soulever la coupe devant son public. Ce titre est d'autant plus beau qu'il clôt la carrière de Julien Baylacq, Christophe Tartari et Sébastien Bisaillon, joueurs iconiques du club, les deux premiers ayant par ailleurs passé l'entièreté de leur carrière aux BDL.
Cette saison est une totale réussite pour le club car après l'équipe Élite, les U20, les U17 les U15 sont également sacrés champions de France.
| Vainqueurs de la Ligue Magnus Effectif champion | Gardiens de but : Loïc Corvez, Raphaël Garnier, Maxime Makeev, Jakub Štěpánek Défenseurs : Sébastien Bisaillon, Maxime Corvez, Pierre Crinon, Mathis Despatie, Sasha Djigaouri, Antoine Fertin, Luca Galligani, Kyle Hardy, Janne Jalasvaara (A), Maxim Lamarche, Lucien Onno, Jere Rouhiainen, Christophe Tartari, Niklas Terglav Attaquants : Matias Bachelet, Julien Baylacq, Titouan Blanchard, Joël Champagne (C), Aurélien Dair, Flavian Dair, Hugo Dechelle, Loris Delmas, Nicolas Deschamps, Dylan Fabre, Damien Fleury (A), Valentin Grossetete, Adel Koudri, Hugo Letellier, Pierre Messin, Julien Munoz, Emmanuel Navarro, Markus Poukkula, Dov Reboh, Paul Siraudin, Sacha Treille, Jani Tuppurainen, Peter Valier, Malo Ville Entraîneur en chef : Jyrki Aho Entraîneur adjoint : Ari-Pekka Siekkinen |

#### 2022-2023: vainqueur de la Coupe de France et vice-champion de France

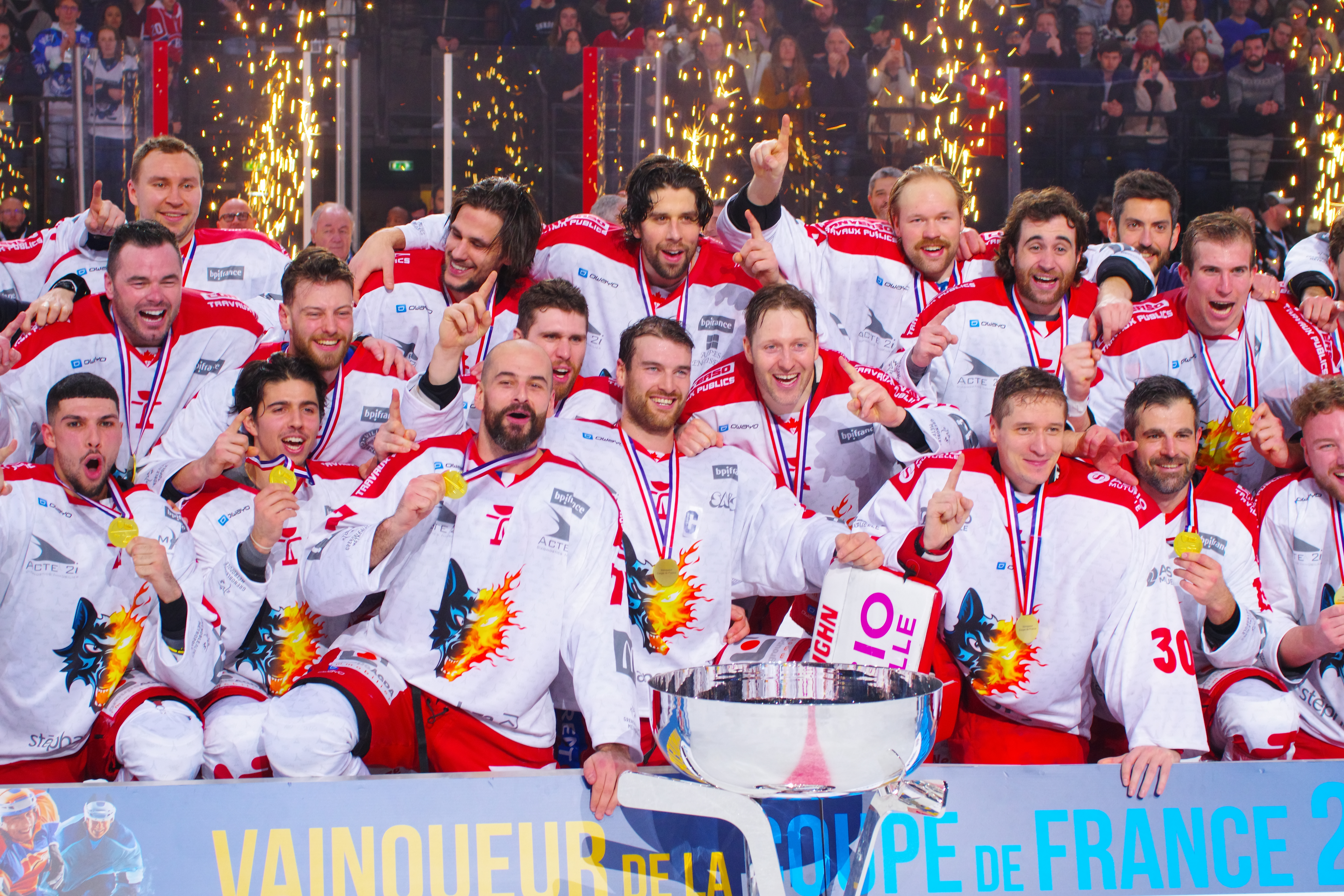
L'équipe des Brûleurs de Loups, victorieuse de la Coupe de la France en 2023 face à Gap.

Grâce à son titre de champion de France, Grenoble est qualifiée pour la Champions Hockey League pour la quatrième fois. Lors de leur qualification en 2019, celle-ci avait finalement été annulée à cause de la pandémie de Covid-19 et les grenoblois n'avaient pas pu disputer un seul match malgré de fortes ambitions.
Le 29 janvier 2023, Grenoble remporte la finale de la coupe de France 3-2 face à Gap.
En championnat, Grenoble remporte la saison régulière en restant notamment invaincu à domicile. En play-off, Grenoble dispose de Mulhouse en quart-de-finale 4 victoires à 1, puis de Cergy-Pontoise en demi-finale 4 victoires à 0. En finale Grenoble s'incline 2 victoires à 4 face à Rouen après avoir pourtant gagné les deux premières rencontres 8-2 puis 2-0, cependant ils s'inclinent les quatre matchs suivants, chaque fois d'un seul but et deux fois en prolongations.

#### 2023-2024: vainqueur de la Coupe de France
|                                                                |  |  |
| Les internationaux russe Roman Lioubimov et Nikita Pivtsakine. |  |  |

Grenoble participe à la Coupe continentale 2023-2024.
Le 21 janvier 2024, Grenoble remporte la finale de la coupe de France 7-4 face à Dunkerque.

#### 2024-2025: neuvième titre de Champion de France, vice-champion de la Coupe continentale et finaliste de la Coupe de France
Le 19 janvier 2025, Grenoble s'incline dans la "finale" de la Coupe continentale face aux Cardiff Devils, et termine vice-champion à la suite de sa victoire face au GKS Katowice.
Le 16 février 2025, Grenoble s'incline dans la finale de la coupe de France 2-3 face aux Ducs d'Angers.
Le 5 avril 2025, Grenoble est sacré champion de France 2025 en battant les Ducs d'Angers (4 victoires à 1).
| Vainqueurs de la Ligue Magnus Effectif champion | Gardiens de but : Isidore Agnel, Cebald Debiak, Kirill Dorofeev, Matija Pintarič, Jakub Štěpánek Défenseurs : Jacob Andersson, Alexis Binner, Pierre Crinon, Kyle Hardy, Jarod Hilderman, Samuel Régis, Charles Schmitt, Jordon Southorn Attaquants : Matias Bachelet, François Beauchemin, Christophe Boivin, Aurélien Dair, Sacha De Smitt, Nicolas Deschamps (A), Loïc Farnier, Damien Fleury (A), Valentin Grossetete, Théo Gueurif, Adel Koudri, Guillaume Leclerc, Alexandre Mallet, Hugo Nogaretto, Hugo Raveaud, Maxime Toukmatchev, Sacha Treille (C) Entraîneur en chef : Per Hånberg (en) Entraîneur adjoint : Edo Terglav |

## Palmarès du club
Le palmarès du club, toutes compétitions confondues s'établit de la façon suivante :

### Coupe Magnus
- Championnat de France (9) : 1981, 1982, 1991, 1998, 2007, 2009, 2019, 2022 et 2025.

| Saison    | Finaliste                                                                                               | Résultat | Commentaire                                                                                             |
| --------- | --- | --- | --- |
| 1980-1981 | Formule championnat, Grenoble finit premier à la différence de buts (+11) devant les Mammouths de Tours | Formule championnat, Grenoble finit premier à la différence de buts (+11) devant les Mammouths de Tours                                                      | Formule championnat, Grenoble finit premier à la différence de buts (+11) devant les Mammouths de Tours |
| 1981-1982 | Formule championnat, Grenoble finit premier avec un point d'avance sur les Mammouths de Tours           | Formule championnat, Grenoble finit premier avec un point d'avance sur les Mammouths de Tours                                                                | Formule championnat, Grenoble finit premier avec un point d'avance sur les Mammouths de Tours           |
| 1990-1991 | Dragons de Rouen                                                                                        | Victoire à Grenoble 5-4 Nul à Rouen (Caen) 5-5 | Finale en match aller-retour                                                                            |
| 1997-1998 | Gothiques d'Amiens                                                                                      | Victoire à Grenoble 3-0 Victoire à Grenoble 3-2 (P) Victoire à Amiens 3-4 (P)                                                                                | Finale au meilleur des cinq matchs                                                                      |
| 2006-2007 | Pingouins de Morzine                                                                                    | Victoire à Morzine 1-7 Défaite à Morzine 5-4 (P) Victoire à Grenoble 3-1 Victoire à Grenoble 5-4                                                             | Finale au meilleur des cinq matchs                                                                      |
| 2008-2009 | Diables Rouges de Briançon                                                                              | Défaite à Briançon 5-2 Victoire à Briançon 0-3 Victoire à Grenoble 3-1 Victoire à Grenoble 5-1                                                               | Finale au meilleur des cinq matchs                                                                      |
| 2018-2019 | Dragons de Rouen                                                                                        | Victoire à Rouen 2-3 Victoire à Rouen 2-3 Défaite à Grenoble 1-2 Défaite à Grenoble 0-1 Défaite à Rouen 4-3 (P) Victoire à Grenoble 4-1 Victoire à Rouen 1-2 | Finale au meilleur des sept matchs                                                                      |
| 2021-2022 | Ducs d'Angers                                                                                           | Victoire à Grenoble 5-2 Défaite à Grenoble 1-3 Victoire à Angers 4-5 (TF) Victoire à Angers 2-3 (TF) Victoire à Grenoble 5-1                                 | Finale au meilleur des sept matchs                                                                      |
| 2024-2025 | Ducs d'Angers                                                                                           | Victoire à Grenoble 4-2 Victoire à Grenoble 2-0 Victoire à Angers 0-2 Défaite à Angers 4-2 Victoire à Grenoble 6-2                                           | Finale au meilleur des sept matchs                                                                      |

### Coupe de France
- Coupe de France (6) : 1994, 2008, 2009, 2017, 2023 et 2024.

| Date de la finale | Vainqueur                     | Score      | Finaliste              | Lieu de la finale                         | Spectateurs |
| ----------------- | ----------------------------- | ---------- | ---------------------- | ----------------------------------------- | ----------- |
| 30 avril 1994     | Brûleurs de Loups de Grenoble | 5 - 4 (P)  | Huskies de Chamonix    | Patinoire municipale Clemenceau, Grenoble |             |
| 17 février 2008   | Brûleurs de Loups de Grenoble | 3 - 2 (TF) | Dragons de Rouen       | Palais omnisports de Paris-Bercy, Paris   | 12 904      |
| 22 février 2009   | Brûleurs de Loups de Grenoble | 6 - 1      | Ducs de Dijon          | Palais omnisports de Paris-Bercy, Paris   | 12 655      |
| 19 février 2017   | Brûleurs de Loups de Grenoble | 3 - 2 (P)  | Dragons de Rouen       | AccorHotels Arena, Paris                  | 11 367      |
| 29 janvier 2023   | Brûleurs de Loups de Grenoble | 3 - 2      | Rapaces de Gap         | Accor Arena, Paris                        | 13 877      |
| 21 janvier 2024   | Brûleurs de Loups de Grenoble | 7 - 4      | Corsaires de Dunkerque | Accor Arena, Paris                        | 13 877      |

### Coupe de la Ligue
- Coupe de la Ligue (4) : 2007, 2009, 2011 et 2015.

| Date de la finale | Vainqueur                     | Score     | Finaliste                  | Lieu de la finale                | Spectateurs |
| ----------------- | ----------------------------- | --------- | -------------------------- | -------------------------------- | ----------- |
| 2 janvier 2007    | Brûleurs de Loups de Grenoble | 2 - 1     | Dragons de Rouen           | Patinoire de Méribel, Les Allues | 2 500       |
| 30 décembre 2008  | Brûleurs de Loups de Grenoble | 4 - 3 (P) | Diables rouges de Briançon | Patinoire de Méribel, Les Allues | 2 500       |
| 29 décembre 2010  | Brûleurs de Loups de Grenoble | 4 - 3 (P) | Diables rouges de Briançon | Patinoire de Méribel, Les Allues | 2 499       |
| 20 décembre 2014  | Brûleurs de Loups de Grenoble | 3 - 2     | Dragons de Rouen           | Patinoire de Méribel, Les Allues | 2 500       |

### Trophée des champions
- Trophée des champions (4) : 2008, 2009, 2011 et 2017.

| Date de la finale | Vainqueur                     | Score | Finaliste                  | Lieu de la finale                               | Spectateurs |
| ----------------- | ----------------------------- | ----- | -------------------------- | ----------------------------------------------- | ----------- |
| 6 septembre 2008  | Brûleurs de Loups de Grenoble | 3 - 1 | Dragons de Rouen           | Patinoire Pôle Sud, Grenoble                    | 2 800       |
| 12 septembre 2009 | Brûleurs de Loups de Grenoble | 1 - 0 | Diables rouges de Briançon | Patinoire de l'Illberg , Mulhouse               | 712         |
| 10 septembre 2011 | Brûleurs de Loups de Grenoble | 6 - 1 | Dragons de Rouen           | Patinoire d'agglomération de Chambéry, Chambéry | 1 050       |
| 6 septembre 2017  | Brûleurs de Loups de Grenoble | 6 - 4 | Rapaces de Gap             | Alp'Arena , Gap                                 | 1 604       |

### Autres compétitions nationales
- Championnat de France Division 1 (2) : 1968 rés. et 1971.
- Championnat de France Division 2 (2) : 1973 rés. et 1978 rés..
- Championnat de France Division 3 (3) : 1987 rés., 2000 et 2002 rés..

### Compétitions de jeunes
- Espoirs (U22 puis U20) (14) : 1975, 1991, 1992, 1993, 1995, 2003, 2010, 2012, 2016, 2018, 2022, 2023[132], 2024 et 2025.
- Cadets (U18 puis U17) (8) : 1989, 2015, 2016, 2018, 2022, 2023[132], 2024[133] et 2025.
- Coupe de France Cadets (U18) (1) : 1986.
- Minimes (U15) (11) : 1972, 1975, 1986, 1988, 1990, 1994, 1995, 2006, 2017, 2022 et 2024.
- Benjamins (U13) (2) : 1989 et 2013.
- Poussins (U11) (3) : 1984, 2012 et 2013.

### Compétitions féminines
- Championnat de France (5) : 1987, 1988, 2010, 2011 et 2012.

## Prix et récompenses de la Ligue Magnus
Chaque année, divers trophées associés à la Ligue Magnus sont remis. Les BDL et nombre de ses joueurs en ont remportés :
Trophée Jacques-Lacarrière
Créé en 2007 pour récompenser le vainqueur du Match des champions, il est depuis 2019 remis au vainqueur de la saison régulière.
- 2008
- 2009
- 2011
- 2017
- 2020
- 2022
- 2023
- 2025

Trophée Charles-Ramsay
Ce trophée récompense le meilleur pointeur de la saison.
- 1999 : Josef Podlaha
- 2018 : Alexandre Giroux
- 2019 : Guillaume Leclerc
- 2020 : Alex Aleardi
- 2022 : Damien Fleury
- 2024 : Alexandre Lavoie

Trophée Jean-Ferrand
Le trophée Ferrand est remis à la fin de chaque saison pour récompenser le meilleur gardien.
- 1982 : Daniel Maric
- 1990 : Jean-Marc Djian
- 1991 : Jean-Marc Djian
- 1997 : Cristobal Huet
- 1998 : Cristobal Huet
- 2007 : Eddy Ferhi
- 2008 : Eddy Ferhi

Trophée Denis-Perez
Le trophée Perez est remis à la fin de chaque saison pour récompenser le meilleur défenseur et a été décerné la première fois en 2023.
- 2025 : Kyle Hardy

Trophée Philippe-Bozon
Le trophée Bozon est remis à la fin de chaque saison pour récompenser le meilleur attaquant et a été décerné la première fois en 2023.
- 2025 : Christophe Boivin

Trophée Camil-Gélinas
Il récompense le meilleur entraîneur de la saison de hockey sur glace de la plus haute division en France et a été décerné la première fois en 2002.
- 2017 : Edo Terglav

Trophée Albert-Hassler
Le trophée Hassler récompense le meilleur joueur français de la saison.
- 1980 : Bernard Le Blond
- 1981 : Philippe Treille
- 1982 : Daniel Maric
- 1990 : Philippe Bozon
- 1991 : Christophe Ville
- 1998 : Cristobal Huet
- 2002 : Christian Pouget
- 2004 : Laurent Meunier
- 2005 : Laurent Meunier
- 2008 : Baptiste Amar
- 2009 : Baptiste Amar
- 2010 : Damien Fleury
- 2019 : Guillaume Leclerc
- 2020 : Damien Fleury
- 2022 : Damien Fleury
- 2023 : Sacha Treille

Trophée Jean-Pierre-Graff
Il récompense le meilleur espoir de la saison et a été décerné la première fois en 1981.
- 1990 : Stéphane Barin
- 1994 : Benjamin Agnel et Stéphane Arcangeloni
- 2004 : Christophe Tartari
- 2007 : Sacha Treille
- 2014 : Antoine Bonvalot
- 2015 : Jordann Perret
- 2017 : Alexandre Texier
- 2023 : Dylan Fabre

Trophée Raymond-Dewas
Il récompense le joueur avec le meilleur état d'esprit de la ligue.
- 1993 : Benoît Bachelet
- 1998 : Robert Ouellet
- 1999 : Ari Salo

Playoffs MVP (Most Valuable Player Award)
Il récompense le meilleur joueur (MVP) des finales de la Ligue Magnus et a été décerné la première fois en 2012.
- 2019 : Lukáš Horák
- 2022 : Sacha Treille
- 2025 : Matija Pintarič

Trophée Innovation-Marketing
- 2023

## Rivalités
Avant la rétrogradation des Ours de Villard-de-Lans, Grenoble disputait son plus gros derby avec son voisin isérois du plateau du Vercors.
Aujourd'hui, il existe trois derbys face aux autres équipes alpines que sont les Chamois de Chamonix, les Rapaces de Gap et les Diables rouges de Briançon (derby dit "du Lautaret").
La plus grosse rivalité demeure toutefois celle avec les Dragons de Rouen : ce match correspond au "classico" du hockey français. Les deux clubs sont en effet les deux plus gros effectifs de la ligue et se sont ainsi rencontrés à de très nombreuses reprises en finale de la Coupe de France et de la Coupe de la Ligue, mais aussi et surtout presque chaque année en demi-finale ou finale des Playoffs.
Tous ces matchs sont considérés comme des sommets dans la saison.

## Personnalités

### Joueurs

#### Effectif
| No    | Nom                | Nat. | Position         | Arrivée                              |
| ----- | ------------------ | ---- | ---------------- | ------------------------------------ |
| +030, | Jakub Štěpánek     |      | Gardien de but   | 2021 - HC Oceláři Třinec             |
| +034, | Raphaël Garnier    |      | Gardien de but   | 2021 - Ducs d'Angers                 |
| +004, | Kyle Hardy         |      | Défenseur        | 2018 - KHL Medveščak Zagreb          |
| +005, | Lucien Onno        |      | Défenseur        | 2020 - Scorpions de Mulhouse         |
| +021, | Charles Schmitt    |      | Défenseur        | 2023 - Hormadi Anglet                |
| +044, | Maxim Lamarche     |      | Défenseur        | 2022 - EHC Linz                      |
| +050, | Jere Rouhiainen    |      | Défenseur        | 2021 - Tappara                       |
| +058, | Jonathan Racine    |      | Défenseur        | 2023 - Herning Blue Fox              |
| +072, | Pierre Crinon      |      | Défenseur        | 2022 - Dukla Trenčín                 |
| +091, | Nikita Pivtsakine  |      | Défenseur        | 2024 - MHk 32 Liptovský Mikuláš      |
| +003, | Aurélien Dair      |      | Centre           | Formé au club                        |
| +010, | Damien Fleury – A  |      | Ailier           | 2018 - Schwenninger Wild Wings       |
| +011, | Brent Aubin        |      | Ailier           | 2022 - Iserlohn Roosters             |
| +012, | Julien Munoz       |      | Ailier           | 2020 - Scorpions de Mulhouse         |
| +017, | Nicolas Deschamps  |      | Ailier           | 2021 - Dragons de Rouen              |
| +018, | Adel Koudri        |      | Centre           | 2017 - Pionniers de Chamonix-Morzine |
| +019, | Alexandre Lavoie   |      | Centre           | 2023 - SønderjyskE                   |
| +023, | Flavian Dair       |      | Ailier           | Formé au club                        |
| +026, | Matias Bachelet    |      | Attaquant        | Formé au club                        |
| +077, | Sacha Treille      |      | Ailier           | 2019 - HC Pardubice                  |
| +086, | Timothée Quattrone |      | Ailier/Défenseur | 2022 - Scorpions de Mulhouse         |
| +092, | Roman Lioubimov    |      | Ailier           | 2023 - HK Spartak Moscou             |
| +096, | Loïc Farnier       |      | Ailier           | 2023 - Jokers de Cergy-Pontoise      |

#### Capitaines

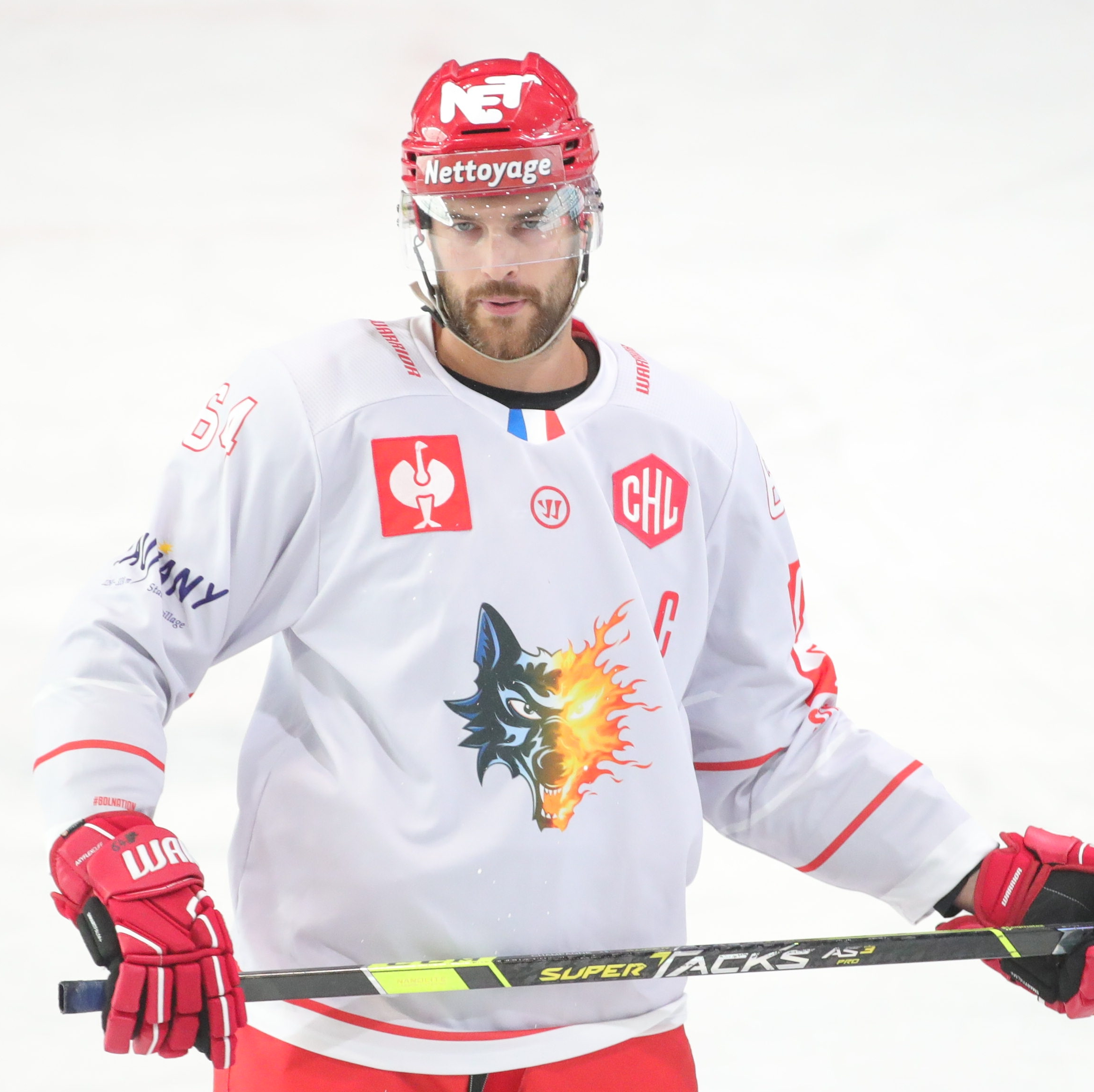
Joël Champagne capitaine entre 2019 et 2023.

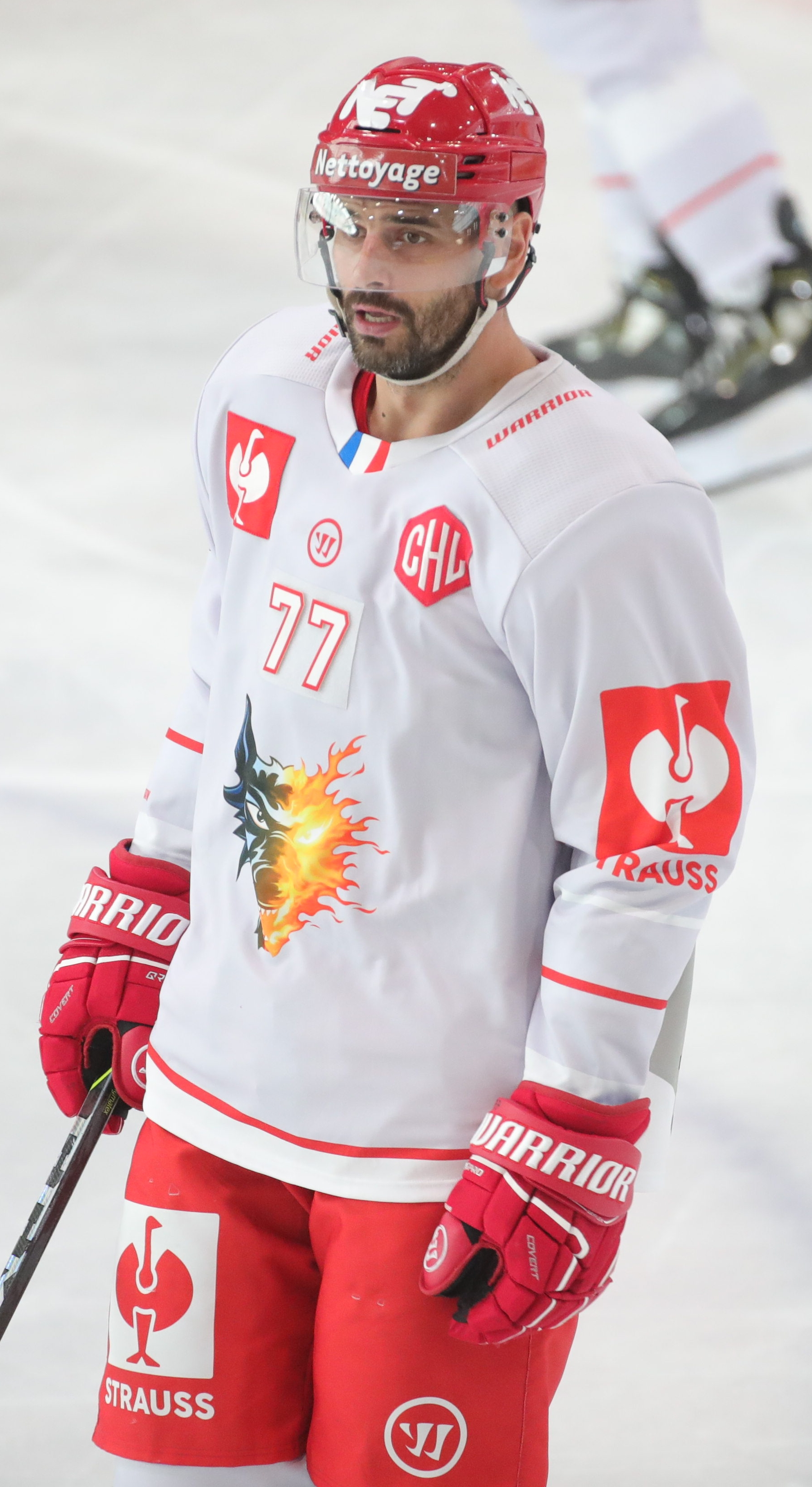
Sacha Treille capitaine depuis 2023.

Voici la liste des capitaines dans l'histoire des Brûleurs de Loups de Grenoble :
| Période   | Nom des joueurs                         | Nationalité |
| --------- | --------------------------------------- | ----------- |
| 1963-1964 | Daniel Huillier                         |             |
| 1964-1965 | Gérard Faucomprez                       |             |
| 1965-1966 | Jean-Claude Laplassotte et Jimmy Biguet |             |
| 1966-1972 | Roland Gaillard                         |             |
| 1972-1973 | Pierre Martin                           |             |
| 1973-1976 | Pascal Delmonaco                        |             |
| 1976-1978 | Pierre Martin                           |             |
| 1978-1987 | Jean Le Blond                           |             |
| 1987-1989 | Bernard Séguy                           |             |
| 1989-1990 | Philippe Treille                        |             |
| 1990-1991 | Christian Pouget                        |             |
| 1991-1995 | Yves Crettenand                         |             |
| 1995-1998 | Gérald Guennelon                        |             |
| 1998-1999 | Benoit Bachelet                         |             |
| 1999-2000 | Xavier De Murcia                        |             |
| 2000-2007 | Benoit Bachelet                         |             |
| 2007-2009 | Baptiste Amar                           |             |
| 2009-2010 | Christophe Tartari                      |             |
| 2010-2011 | Baptiste Amar et Julien Baylacq         |             |
| 2011-2013 | Julien Baylacq                          |             |
| 2013-2014 | Baptiste Amar                           |             |
| 2014-2017 | Eric Chouinard                          |             |
| 2017-2018 | Kyle Hardy                              |             |
| 2018-2019 | Teddy Trabichet                         |             |
| 2019-2023 | Joël Champagne                          |             |
| 2023-     | Sacha Treille                           |             |

#### Meilleurs buteurs
Cette section présente le nombre de buts inscrits par les dix meilleurs buteurs du club, uniquement en championnat.
| No | Joueurs           | Nationalité | Buts |
| -- | ----------------- | ----------- | ---- |
| 1  | Philippe Treille  |             | 367  |
| 2  | Jean Le Blond     |             | 245  |
| 3  | Bernard Le Blond  |             | 230  |
| 4  | Bohuslav Ebermann |             | 191  |
| 5  | Josef Podlaha     |             | 186  |
| 6  | Benoit Bachelet   |             | 168  |
| 7  | Gary Brown        |             | 153  |
| 8  | Benjamin Agnel    |             | 123  |
| 9  | Karel Svoboda     |             | 99   |
| 10 | Daniel Grillon    |             | 92   |
| 10 | Philippe Bozon    |             | 92   |

#### Numéros retirés

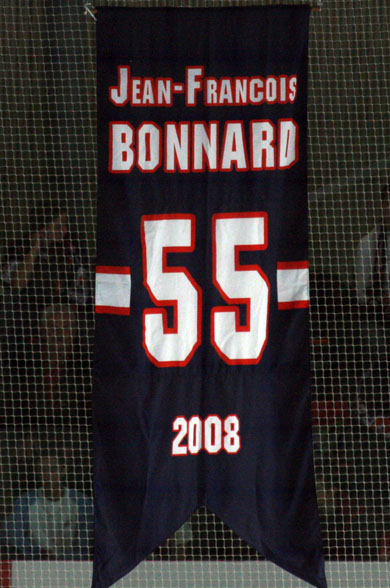
Le #55 de Jean-François Bonnard accroché au plafond de la patinoire Polesud.

Voici la liste des numéros retirés de l'histoire des Brûleurs de Loups de Grenoble :
| Numéro | Nom du joueur         | Nationalité |
| ------ | --------------------- | ----------- |
| 7      | Philippe Treille      |             |
| 8      | Jean Le Blond         |             |
| 9      | Gaëtan Laliberté      |             |
| 31     | Patrick Rolland       |             |
| 46     | Benoît Bachelet       |             |
| 55     | Jean-François Bonnard |             |
| 71     | Josef Podlaha         |             |
| 73     | Christophe Tartari    |             |

### Entraîneurs
Voici la liste des entraîneurs dans l'histoire des Brûleurs de Loups de Grenoble :
| Période   | Nom des entraîneurs  | Nationalité |
| --------- | -------------------- | ----------- |
| 1963-1972 | Gaëtan Laliberté     |             |
| 1972-1973 | Greg Rivet           |             |
| 1973-1976 | Adolf Sprincl        |             |
| 1976-1977 | Alex Dick            |             |
| 1977-1978 | Alex Dick            |             |
| 1977-1978 | Daniel Grando        |             |
| 1978-1982 | Gary Brown           |             |
| 1982-1985 | Josef Horesovsky     |             |
| 1985-1987 | Gary Brown           |             |
| 1987-1988 | Luc Tremblay         |             |
| 1987-1988 | Bohuslav Ebermann    |             |
| 1988-1991 | Bohuslav Ebermann    |             |
| 1991-1994 | Daniel Grando        |             |
| 1994-1996 | Marc Djelloul        |             |
| 1996-1998 | Jaroslav Jágr        |             |
| 1998-1999 | Jan Reindl           |             |
| 1999-2000 | Ari Salo             |             |
| 2000-2003 | Dimitri Fokine       |             |
| 2003-2007 | Gérald Guennelon     |             |
| 2007-2010 | Mats Lusth (en)      |             |
| 2010-2014 | Jean-François Dufour |             |
| 2014-2015 | Richard Martel       |             |
| 2015-2021 | Edo Terglav          |             |
| 2021-2023 | Jyrki Aho            |             |
| 2023-2024 | Edo Terglav          |             |
| 2023-2024 | Jean-François Dufour |             |
| 2024-     | Per Hånberg (en)     |             |

### Présidents
Voici la liste des présidents dans l'histoire des Brûleurs de Loups de Grenoble :
| Période   | Nom des présidents                     | Nationalité |
| --------- | -------------------------------------- | ----------- |
| 1963-1966 | Charles Mazzini                        |             |
| 1966-1967 | André Ferrero                          |             |
| 1967-1968 | André Barassi                          |             |
| 1968-1970 | Serge Bocquet                          |             |
| 1970-1987 | Robert Le Blond                        |             |
| 1987-1989 | Jacques Fouletier                      |             |
| 1989-1991 | Jean Le Blond                          |             |
| 1991-1992 | Pierre-Olivier Durand                  |             |
| 1992-1994 | Jacques Galbrun                        |             |
| 1994-1996 | Jean-Jacques Bellet                    |             |
| 1996-1998 | Jean-Louis Jannez                      |             |
| 1998-2000 | Nicolas Clément et Jean-Jacques Bellet |             |
| 2000-2009 | Jean-Luc Blache                        |             |
| 2009-2010 | Jacques Reboh                          |             |
| 2010-2016 | Stéphanie Carrel-Magnan                |             |
| 2016-     | Jacques Reboh                          |             |

## Logos

Le logo du club entre 1984 et 2004[143].
Le logo du club entre 2006 et 2010[143].
L'actuel logo du club depuis 2010[143].

## Patinoire

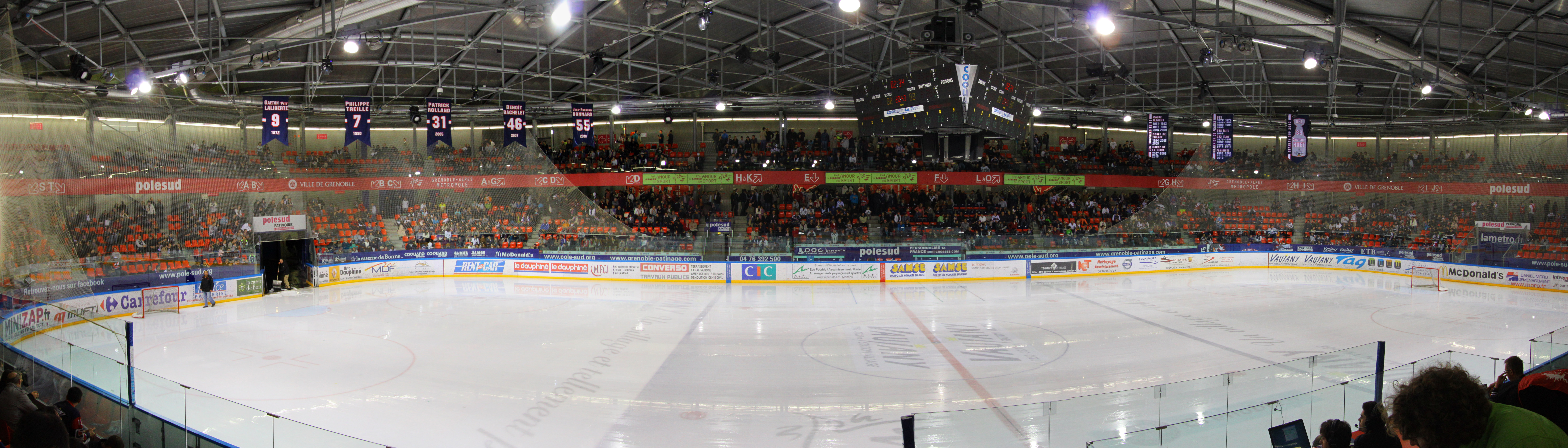
La patinoire Pôle Sud vue de l'intérieur.

Polesud (parfois orthographiée Pôle Sud) est la patinoire actuelle des Brûleurs de Loups de Grenoble. Avec une capacité de 4 208 places (dont 712 places debout), il s'agit de la plus grande enceinte de Ligue Magnus. Elle est aussi la patinoire française qui possède la meilleure affluence, les matchs étant souvent à guichets fermés.
Elle est la deuxième plus grande patinoire de France derrière le Palais Omnisports de Marseille (5 600 places).
L'ancienne patinoire Clemenceau, située dans le parc Paul-Mistral, datait de 1963 (utilisée pendant les Jeux olympiques d'hiver de 1968 pour les entraînements et des matchs de série B). Le changement a eu lieu en 2001, à l'achèvement de la nouvelle patinoire construite au sud de la ville, aux abords du centre commercial Grand'Place et du Summum de Grenoble.

## Supporters
Il existe deux clubs de supporters à Grenoble : les Irréductibles, résidant en tribune I, et les T'Hockeys, en tribune B.